# جنوة
جنوة (بالإيطالية: Genova)، مدينة وميناء بحري شمال إيطاليا، عاصمة إقليم ليغوريا ومقاطعة جنوة.
حاضرة بحرية، ومدينة ذات تاريخ مجيد، وتقاليد عريقة وقوية متعلقة بالثقافة البحرية ليس بمنطقة البحر المتوسط فحسب، يبلغ عدد قاطنيها 611.949 ساكن.
تـُعد إحدى الأقطاب الاقتصادية الإيطالية الرئيسية، ومينائها في الفرع التجاري، هو الأكبر بالبلاد، ومن بين أكبرها بالبحر الأبيض المتوسط.
أدرجت اليونسكو جزءاً من مركزها التاريخي في تموز يوليو من عام 2006 ضمن مواقع التراث العالمي.

## السكان
في سنة 1861 بلغ عدد السكان 242٬447 نسمة، وتطور العدد ليصل في سنة 2011 لـ 586٬180 نسمة.

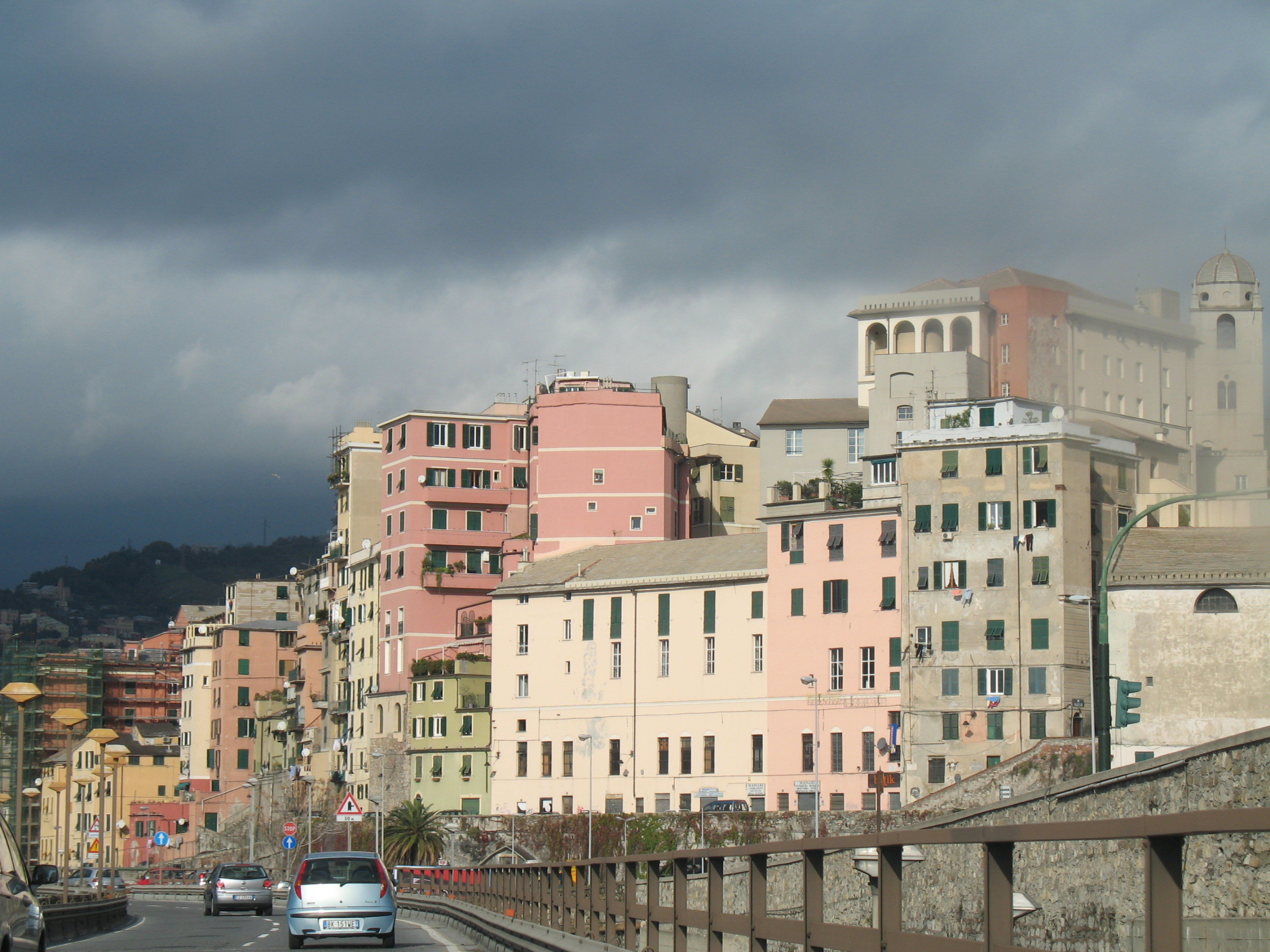
صورة جنوة

يظهر هذا المخطط البياني تطور النمو السكاني لـ جنوة

## الجغرافيا

### الأراضي

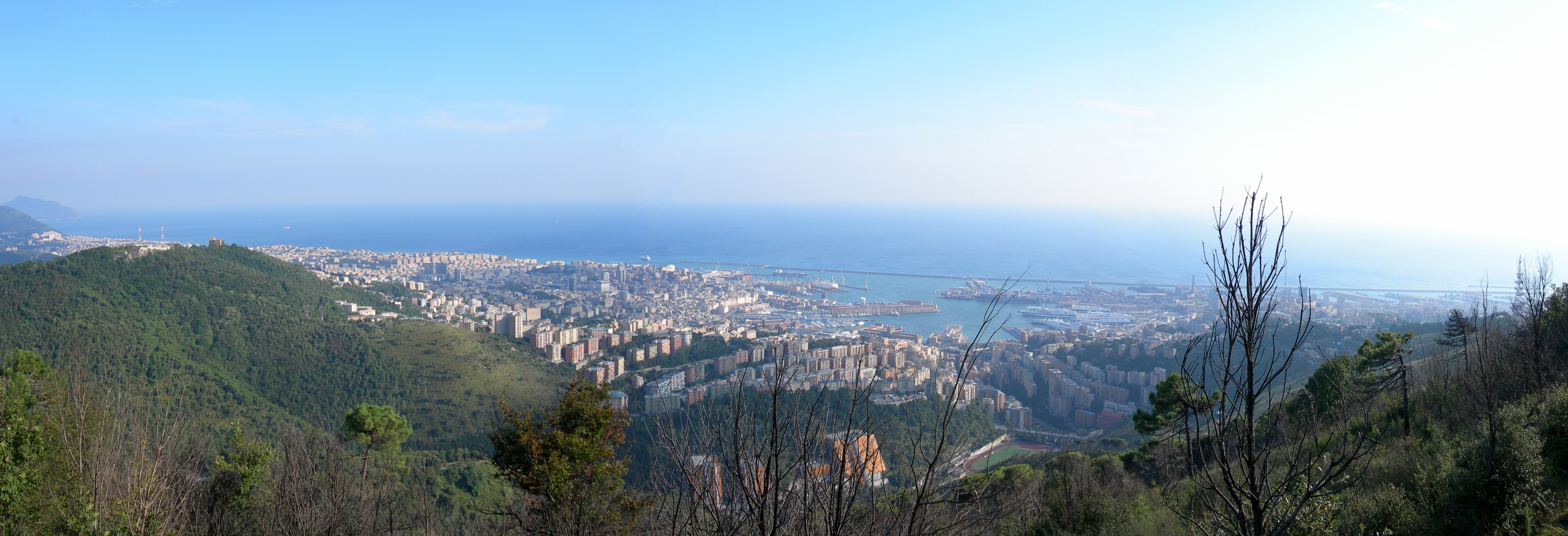
جنوة

تبلغ مساحة أراضي جنوة البلدية 243 كيلومتراً مربعاً، وتتكون من واجهة ساحلية ضيقة ترتفع خلفها تلال وجبال عالية. يبلغ طول الواجهة الساحلية من حوالي 42 كيلومتراً. وباستثناء حـَيـّين من أحيائها تنتمي جنوة جغرافياً منطقة ريفييرا ليفانتي.
في منتصف ساحلها يـُفتح مدرّج ميناء جنوا الطبيعي، تحيط به التلال، التي يتدفق خارجها جدولا المدينة الرئيسيين: بيزانيو شرقاً، وبولشيفيرا غرباً.

### المناخ

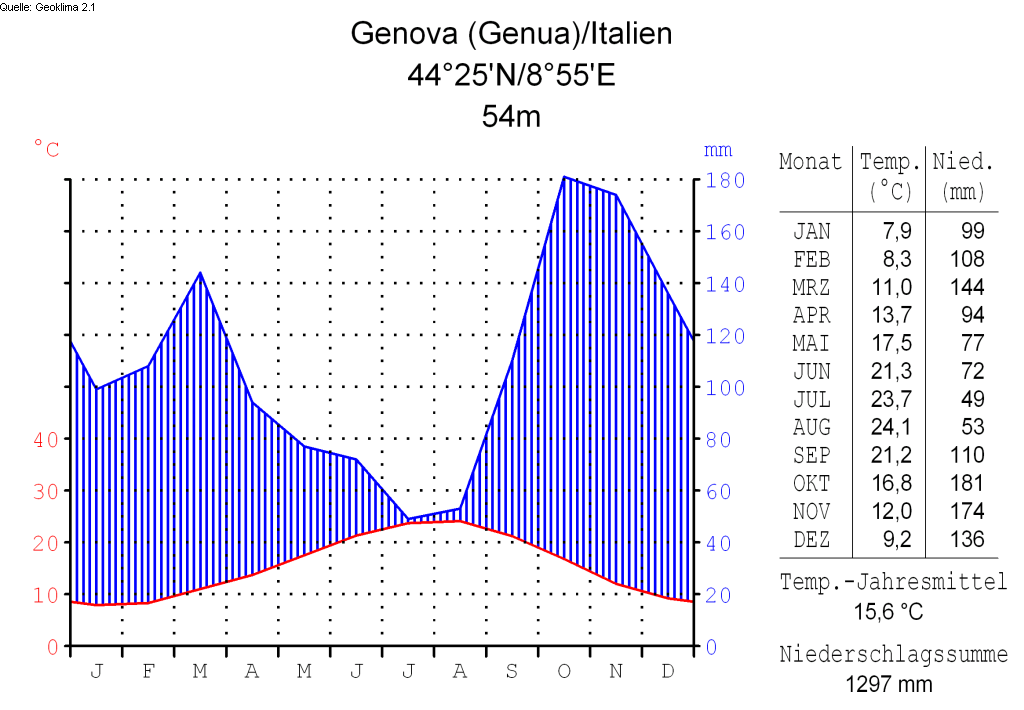
منحنى مناخ جنوا

مناخ جنوة معتدل بحري، يتحول إلى متوسطي، وكثيرا ما تتأثر بالتأثيرات الأطلسية.
يتميز بانخفاض المدى الحراري اليومي، في المتوسط حوالي 6°م في كل الفصول، ويبلغ متوسط درجة الحرارة السنوي +15,6°م، تتراوح درجة الحرارة الموسمية بين +8,0°م في كانون الثاني يناير و +23,9°م في تموز يوليو، الرطوبة النسبية عالية، خصوصا في الصيف وفصلي الاعتدال.
تسود الرياح الشمالية في الشتاء، بينما تميل تلك الجنوبية تميل لتكون سائدة في الربيع وأوائل الخريف.
يبلغ متوسط سقوط الأمطار 1072 ملم سنوياً، ويتم ذلك خلال أشهر السنة الإثني عشر، ويكون أقصاه بالفترة بين أيلول سبتمبر وتشرين الثاني نوفمبر وأدناه صيفاً في تموز يوليو. ورغم اعتدال المناخ فإن هطول الثلوج في الشتاء ليس بالأمر النادر.
ونظرا لخصوصيات الأراضي المدينة، يمكنك القول أن كل حي في جنوة يتمتع ضمن هذا الإطار العام بمناخ يميزه عن الأجزاء الأخرى من المدينة بالنسبة لدرجات الحرارة والرطوبة والأمطار والإشعاع الشمسي.

## التاريخ
يعود تاريخ جنوا إلى العصور القديمة. المعروف تاريخياً أن أول من سكن المنطقة كانت قبيلة الليغوريين الإيطاليقية. وقد أُقرت مؤخراً بخطأ نسبة تأسيسها إلى السلت بين عامي 2500-2000 قبل الميلاد.

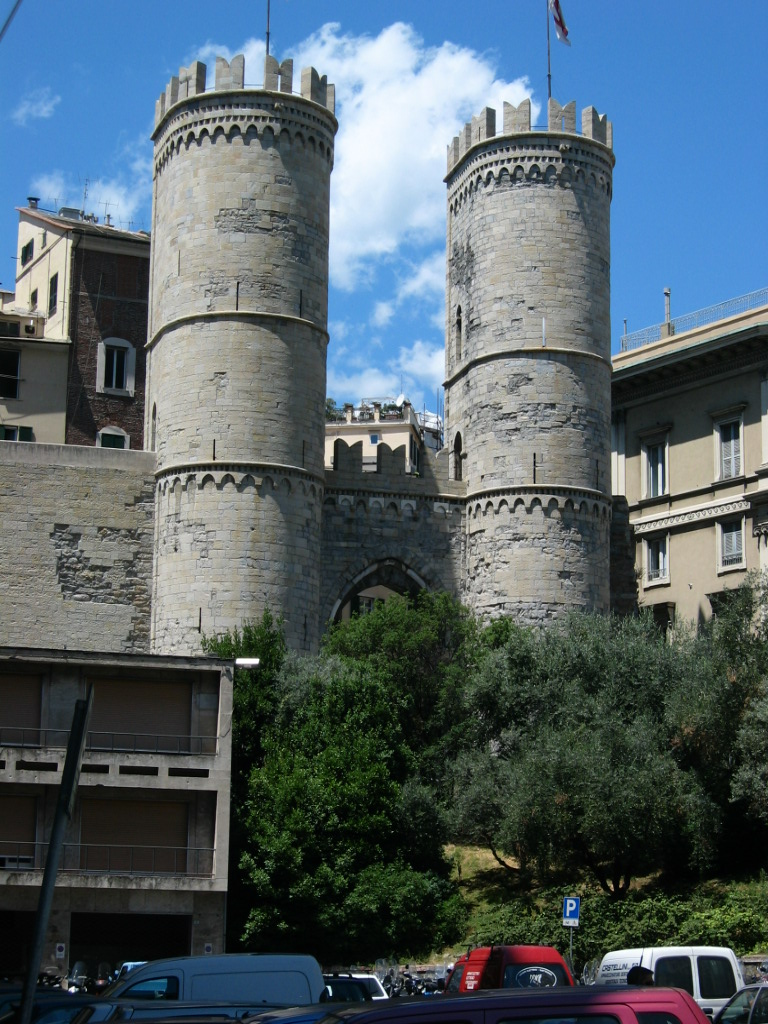
بوابة سوبرانا العائدة العصور الوسطى من المعالم النادرة للعصر الذهبي للمدينة وأشهرها معالمها

يرجع تاريخ مقبرة المدينة إلى القرنين السادس والخامس قبل الميلاد، شاهدةً على احتلال الإغريق للموقع، ولكن يعتقد أن المرفأ قد استخدم قبل ذلك بكثير، وربما من قبل الأتروسكان. ويُحتمل أيضاً أن يكون الفينيقيون هم من قد أسّسه في جنوا أو في منطقة قريبة، للعثور على مخطوطة بالأبجدية مماثلة لتلك التي استخدمت في صور.
في الحقبة الرومانية، طغت مرسيليا القوية على جنوة وفادا ساباتيا قرب سافونا الحالية. على خلاف غيرها من المستوطنات الليغورية والكلتية بالمنطقة، كانت حليفة لروما أثناء الحرب البونيقية الثانية. ومن ثم دمرها القرطاجيون سنة 209 قبل الميلاد. أُعيد بناء المدينة، وبعد نهاية الحروب القرطاجية، تلقت حقة البلدية. توسعت القلعة الأصلية منذ ذلك الحين نحو منطقة سانتا ماريا دي كاستيلو ولسان سان لورنزو البري الحاليين. شملت التجارة الجنوية الجلود والأخشاب والعسل. كانت البضائع تشحن براً إلى مدن هامة مثل تورتونا وبياتشنسا.
بعد سقوط الإمبراطورية الرومانية الغربية، احتل القوط الشرقيين جنوة. بعد الحرب القوطية، جعلها البيزنطيون مقراً لنائبهم. أخضعها اللومبارديون سنة 643. في عام 773 ثم ضم المملكة اللومباردية إلى الإمبراطورية الفرانكية؛ أول كونت كارولنجي لجنوى كان أديماروس، وقد مات في كورسيكا في قتال ضد المسلمين. في هذه الفترة تمّ إعادة بناء وتوسعة الأسوار الرومانية التي دمـّرها اللومباريون.
خلال القرون التالية، كانت جنوا مجرد مركز صيد غامض، بـَنت ببطء أسطولها التجاري الذي سيصبح الناقل التجاري الرائد عبر البحر الأبيض المتوسط.
حكم المدينة في القرن العاشر آل أوبرتينغي، وكان أول أعضائها أوبرتوس الأول. وكانت جنوا إحدى أولى مدن إيطاليا التي لديها بعض حقوق المواطنة التي منحها الإقطاعيين المحليين.

### العصور الوسطى وعصر النهضة

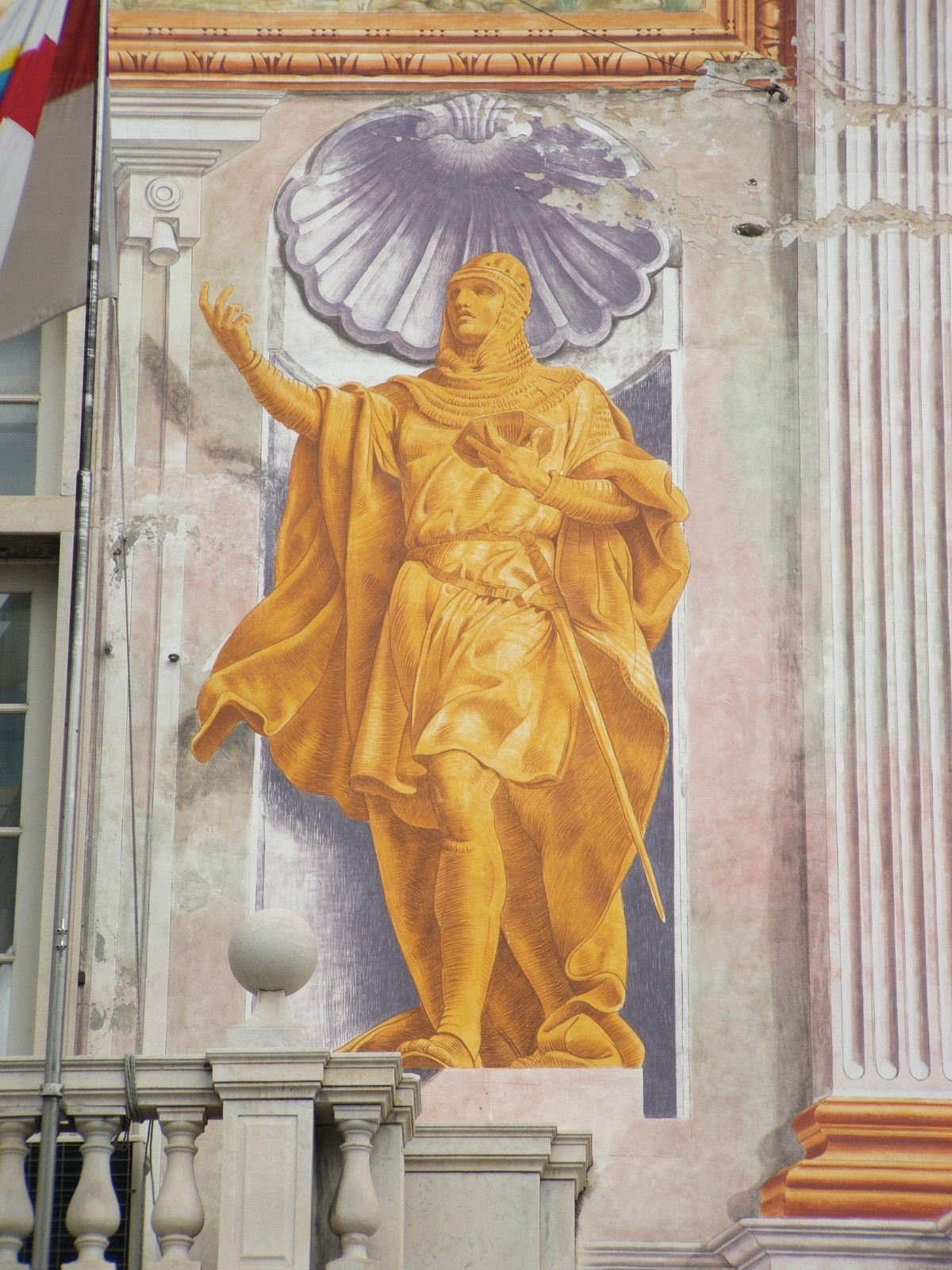
غولييلمو إمبرياكو أحد صليبيي جنوة

قبل العام 1100، برزت جنوا كبلدية مستقلة، واحدةً من عدة دول مدن إيطالية خلال هذه الفترة. كانت السيادة إسمياً للإمبراطور الروماني المقدس، وكان أسقف جنوى رئيس المدينة؛ ولكن السلطة الفعلية كانت بيد عدد من «القناصل» ينتخبهم سنوياً مجلسٌ شعبي. ثم صارت جنوة إحدى «الجمهوريات البحرية» (إلى جانب البندقية، وبيزا، أمالفي)، ساعدت التجارة وبناء السفن والأعمال المصرفية دعم أحد أكبر وأقوى القوات البحرية في البحر الأبيض المتوسط. تقاتلت عائلتي أدورنو وكامبوفريغوزو وعائلات تجار أخرى أصغر من أجل السلطة في هذه الجمهورية، بسماح سلطة القناصل باكتساب كل فصيل أسرة ثروةً وسلطةً في المدينة. امتدت جمهورية جنوة عبر ليغوريا وبييمونتي الحديثين وسردينيا وكورسيكا ولها عملياً السيطرة التامة على البحر التيراني. من خلال المشاركة الجنويين بالحروب الصليبية، أُقيمت لهم مستعمرات في المشرق وبحر إيجة وصقلية وشمال أفريقيا. أحضر الصليبيون الجنويون معهم من بلاد الشام كأساً زجاجية خضراء، لطالما اعتبرها الجنويون كأساً مقدسة.
قابل انهيار الممالك الصليبية تحالف جنوا مع الإمبراطورية البيزنطية، الأمر الذي أتاح فرصاً للتوسع في البحر الأسود والقرم. العداءات الداخلية بين العائلات قوى، آل غريمالدي وآل فييسكي وآل دوريا وسبينولا وغيرها سبّبت الكثير من الاضطراب، ولكن عموماً كانت الجمهورية تدار غالباً كصفقة أعمال. رأس جنوا بين عامي 1218-1220 البودستا الغويلفي رامبرتينو بوفاليلي، الذي ربما عرض الأدب القسطاني إلى المدينة، الذي سرعان ما فخر به تروبادوريون كما ياكمي غريلس ولانفرنك تشيغالا وبونيفاشي كالفو. بلغت جنوا أوجها السياسي بانتصارها دوقية بيزا بمعركة ميلوريا البحرية (1284)، وعلى منافستها الدائمة البندقية في عام 1298.

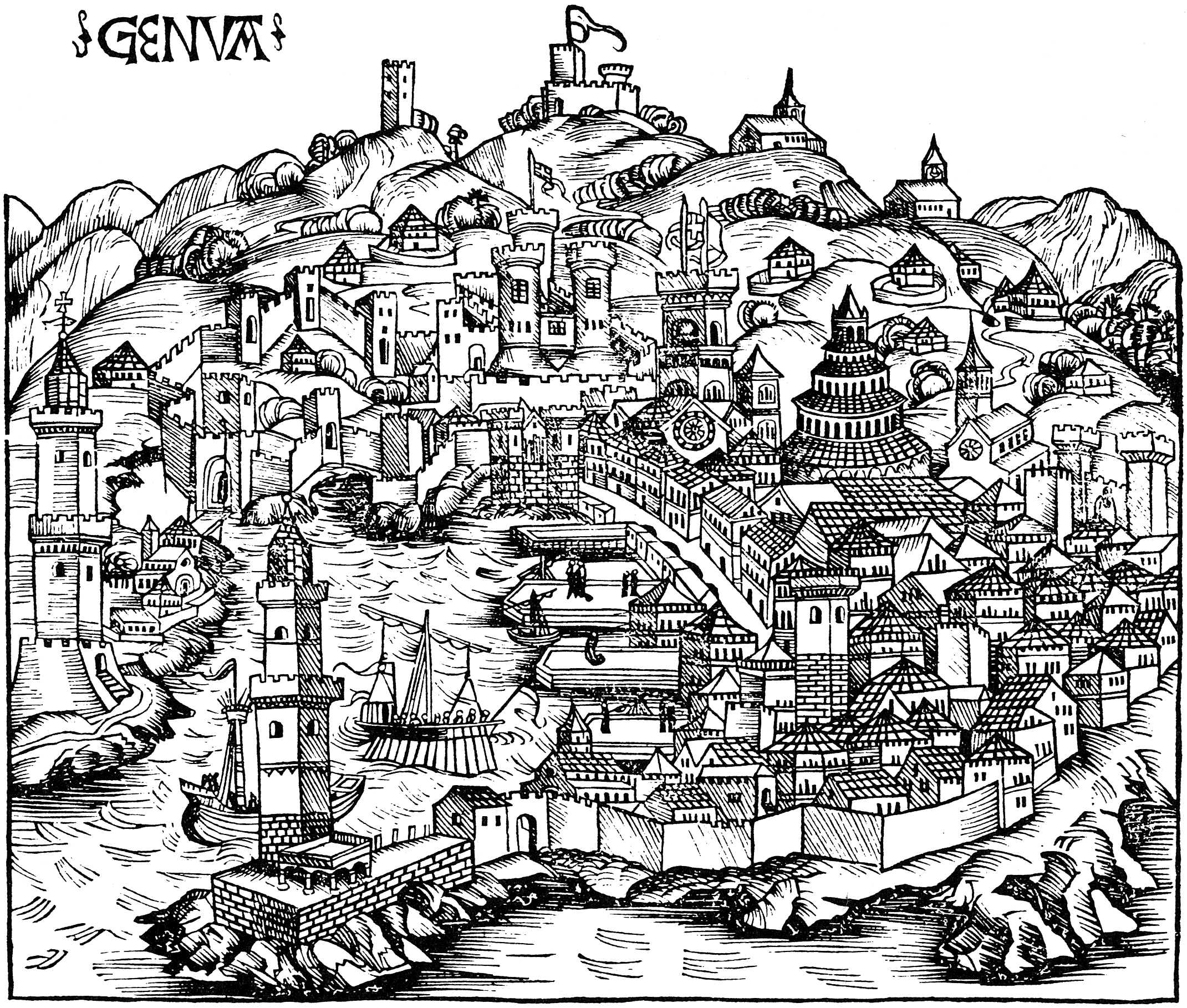
رسمة لجنوى يعود تاريخها إلى عام 1493

ولكن هذا الازدهار لم يدم. فقد اجتاح الموت الأسود أوروبا سنة 1349 من نقطة تجارة جنوية في كافا في القرم على البحر الأسود. وفي أعقاب الانهيار الاقتصادي والسكاني اعتمدت جنوا نموذج حكومة البندقية، رأسها قائد يُلقب بالدوجي. تواصلت الحروب مع البندقية، وانتهت حرب كيودجا (1378-1381) بانتصار البندقية. بعد فترة من الهيمنة الفرنسية بين عامي 1394-1409، صارت جنوة تحت حكم آل فيسكونتي الميلانيين. فقدت جنوة سردينيا لصالح أراغون، وكورسيكا لثورة داخلية ومستعمراتها في المشرق للعثمانيين والعرب.
كريستوفر كولومبوس هو من أبناء جنوا، وقد تبرع بعـُشر دخله من اكتشاف القارة الأمريكية لصالح إسبانيا إلى مصرف سان جورجو في جنوى للإغاثة من الضرائب على الأغذية. عزز أندريا دوريا الصـِلات بإسبانيا، والذي انشأ دستوراً جديداً سنة 1528، جاعلاً من جنوا تابعةً للإمبراطورية الإسبانية. في ظل الانتعاش الاقتصادي الذي تلا ذلك، كـَوّنـَت العديد من الأسر الجنوية ثروات هائلة. خلال ذروة ازدهار جنوى بالقرن السادس عشر جذبت المدينة الكثير من الفنانين مثل روبنس وكارافادجو فان ديك. وصمّم المهندس المعماري الشهير غالياتسيو أليسي (1512-1572) العديد من قصور المدينة الرائعة. ارتحل عدد من الفنانين الباروكيين والروكوكيين الجنويين عنها، وبرز عدد من الفنانين المحليين.
عانت جنوا من القصف الفرنسي عام 1684، واحتلتها النمسا عام 1746 أثناء حرب الخلافة النمساوية. وفي عام 1768 اضطرت جنوى للتنازل عن كورسيكا إلى فرنسا.

### العصر الحديث

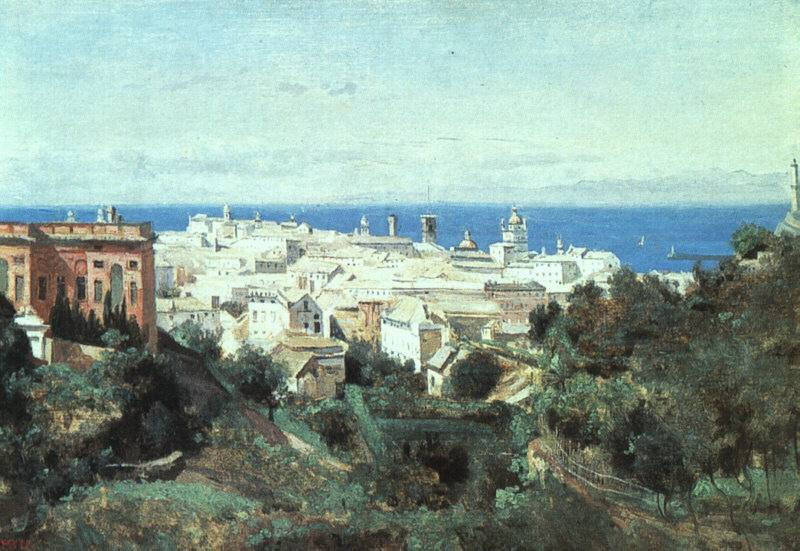
جنوا كما رآها جان باتيست كميل كورو

في سنة 1797 وبضغط من نابليون، أصبحت جنوة محمية فرنسية تسمى الجمهورية الليغورية، والتي ضمتها فرنسا سنة 1805. خلّد هذه الحادثة بالجملة الأولى الشهيرة من رواية تولستوي الحرب والسلام.
ورغم أن الجنويين ثاروا على فرنسا في عام 1814 حرروا المدينة بأنفسهم، أقر المندوبين في مؤتمر فيينا دمجها ببييمونتي (مملكة سردينيا)، وكـُلل بذلك مساعي ثلاثة القرون من آل سافويا للحصول على المدينة. وأرسل ملك بييمونتي القناصة لنهب المدينة. المدينة سرعان ما اكتسبت سمعة باعتبارها بؤرة نشاط جمهوري مناهض لسافويا، رغم أن الاتحاد مع سافويا كان مفيداً جداً اقتصادياً. مع النمو حركة النهضة الإيطالية، تحول النضال الجنوي من رؤية جوزيبي ماتسيني لجمهورية محلية إلى النضال من أجل إيطاليا موحدة تحت ملكية سافوية لبيرالية. في عام 1860، بدأ جوزيبي غاريبالدي الحملة من جنوا رفقة أكثر من ألف متطوّع. وقد سـُميت ببعثة الألف، ويقع نصب على الصخرة حيث غادرت منها المجموعة.
خلال الحرب العالمية الثانية قصف الأسطول البريطاني جنوى وسقطت قنبلة على كاتدرائية سان لورينزو دون انفجارها. وهي متاحة الآن للجمهور في الكاتدرائية.
استضافت جنوى مؤتمر قمة مجموعة الثماني السابعة والعشرين في تموز يوليو سنة 2001، حيث طغت عليه الاحتجاجات العنيفة، وقتل أحد كارلو جولياني المحتجين، وسط اتهامات للشرطة بقتله بوحشية. وقد بدأت محاكمة المتهمين المسؤولين اعتبارا من 2007.
في عام 2004، أعلن الاتحاد الأوروبي جنوا عاصمة للثقافة أوروبية، إلى جانب مدينة ليل الفرنسية.

## جنويون
- بابوات
  - إنوسنتيوس الرابع
  - هادريان الخامس
  - بينديكتوس الخامس عشر
- بحارون
  - كريستوفر كولومبس
  - إنريكو ألبيرتو دالبيرتيس
  - أندريا دوريا
- ملحنون
  - نيكولو باغانيني
  - ميكيلي نوفارو
- وطنيون إيطاليون
  - جوزيبي ماتسيني
  - نينو بيكسيو

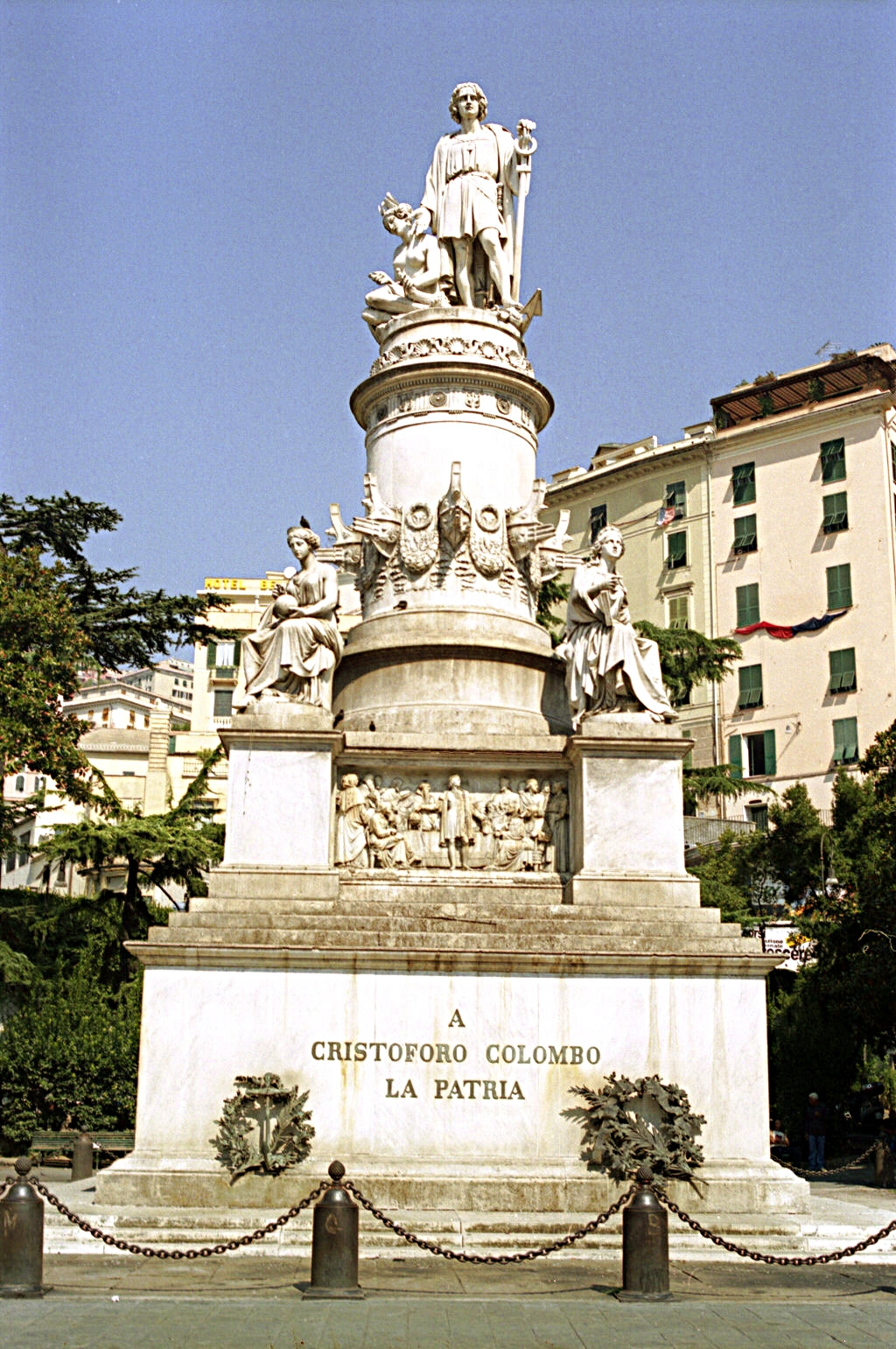
كولومبوس في ساحة أكوافيردي

  - غوفريدو ماميلي مؤلف السلام الوطني الإيطالي
  - جوفان باتيستا بيراسو

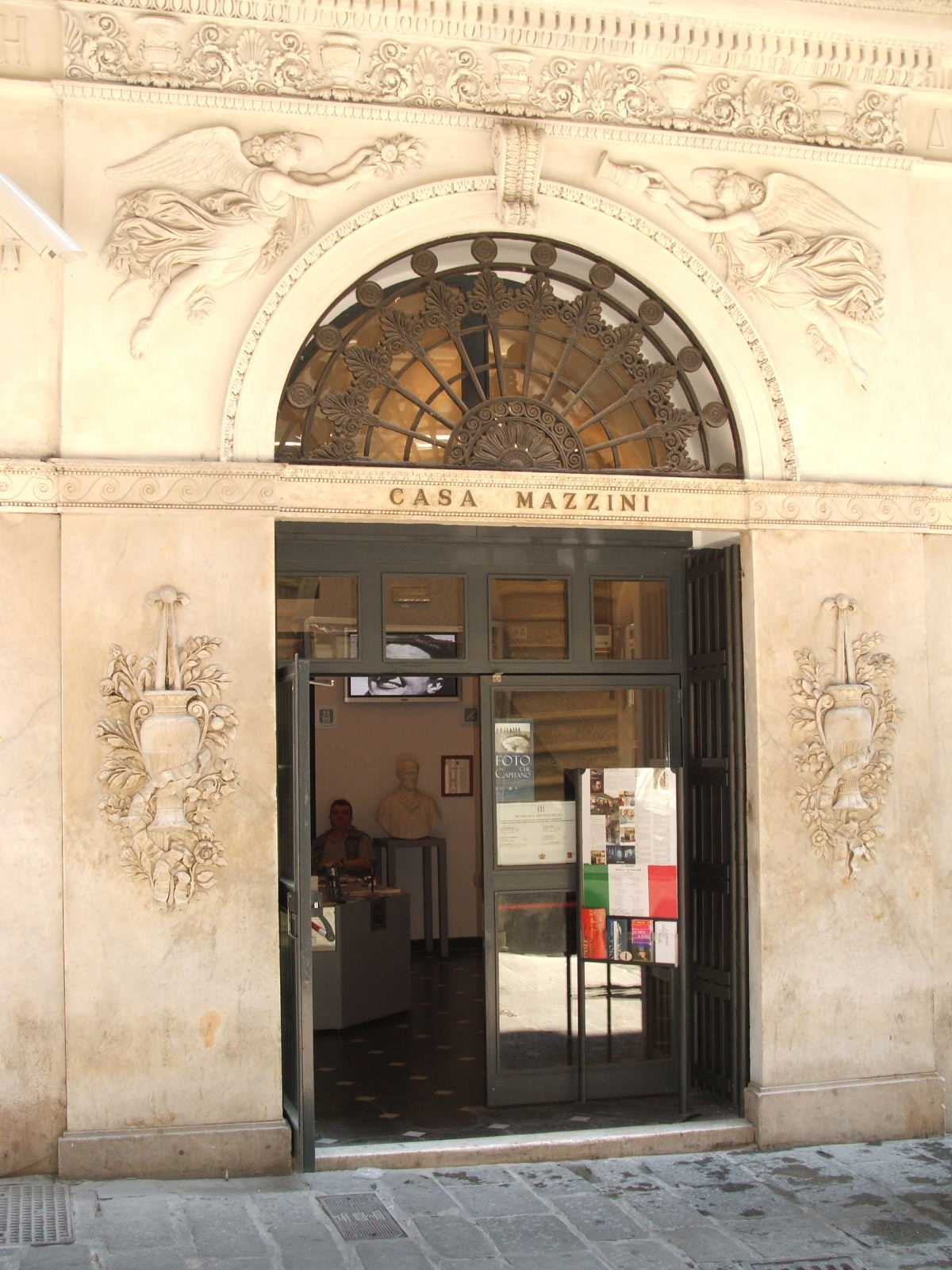
200pxالمنزل الذي وُلد فيه جوزيبي ماتسيني

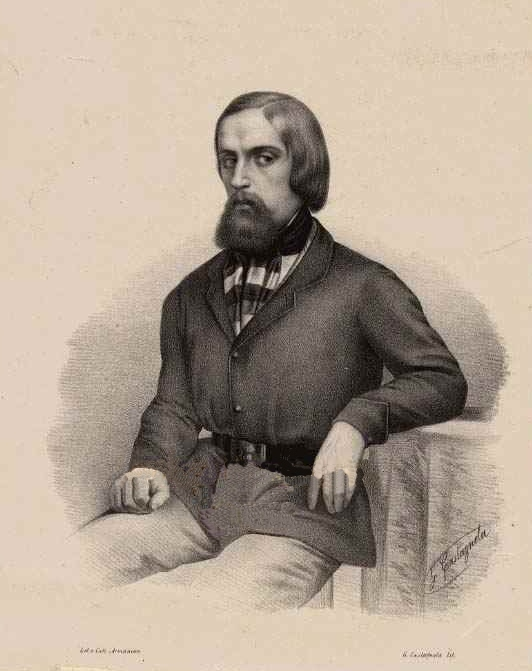
غوفريدو ماميلي

- الكـاتـبة والمترجمة فرناندا بيفانو
- الرسام لوكا كامبيازو
- شعراء
  - إدواردو سانغوينيتي
  - كاميلو زباربارو
  - بييرو ياهيير
  - أوجينيو مونتالي الحائز على جائزة نوبل في الآداب 1975
- السياسي الشيوعي بالميرو تولياتي
- المهندس المعماري رينزو بيانو
- مغنون
  - فابريتسيو دي أندريه
  - إيفانو فوساتي
  - لويجي تينكو
  - أومبيرتو بيندي
  - جينو باولي
  - باولو كونتي
  - برونو لاوزي
  - ماكس مانفريدي
- ممثلون
  - جلبيرتو غوفي
  - باولو فيلادجو
  - لينا فولونغي
  - بيبي غريلو
  - لوكا بدزاري
  - ماوريتسيو كروتسا
  - فيتوريو غاسمان
  - موانا بوتسي
- ريكاردو جاكوني الحائز على جائزة نوبل في الفيزياء 2002
- جورجو بارودي أحد مؤسسي شركة موتو غوتسي للدراجة النارية.
- عُلماء
  - أرتورو إيسيل: إحاثي وجيولوجي وعالم إنسان إيطالي.

## معرض الصور

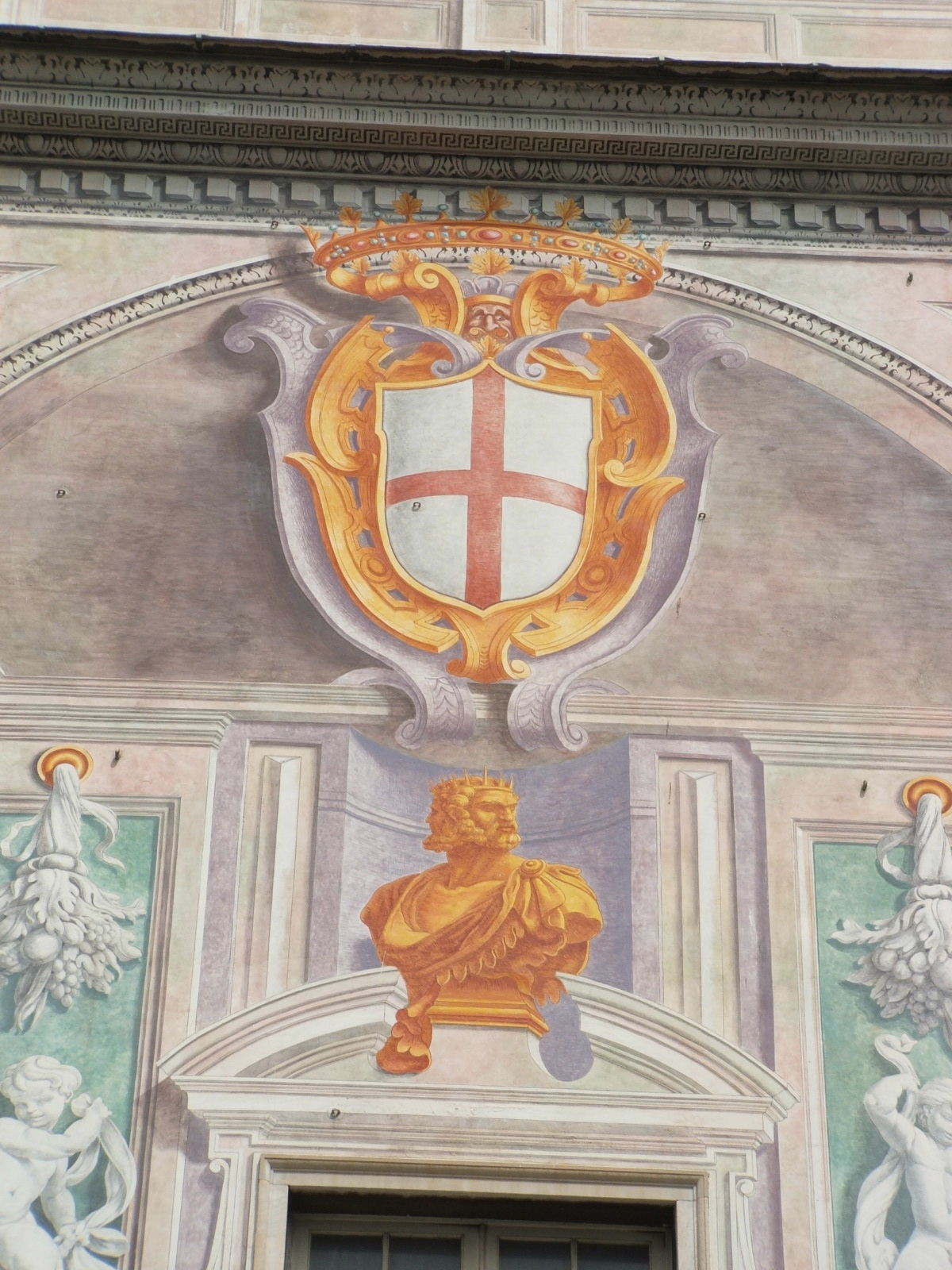
صليب سان جورجو والرجل ذو الوجهين شعار المدينة
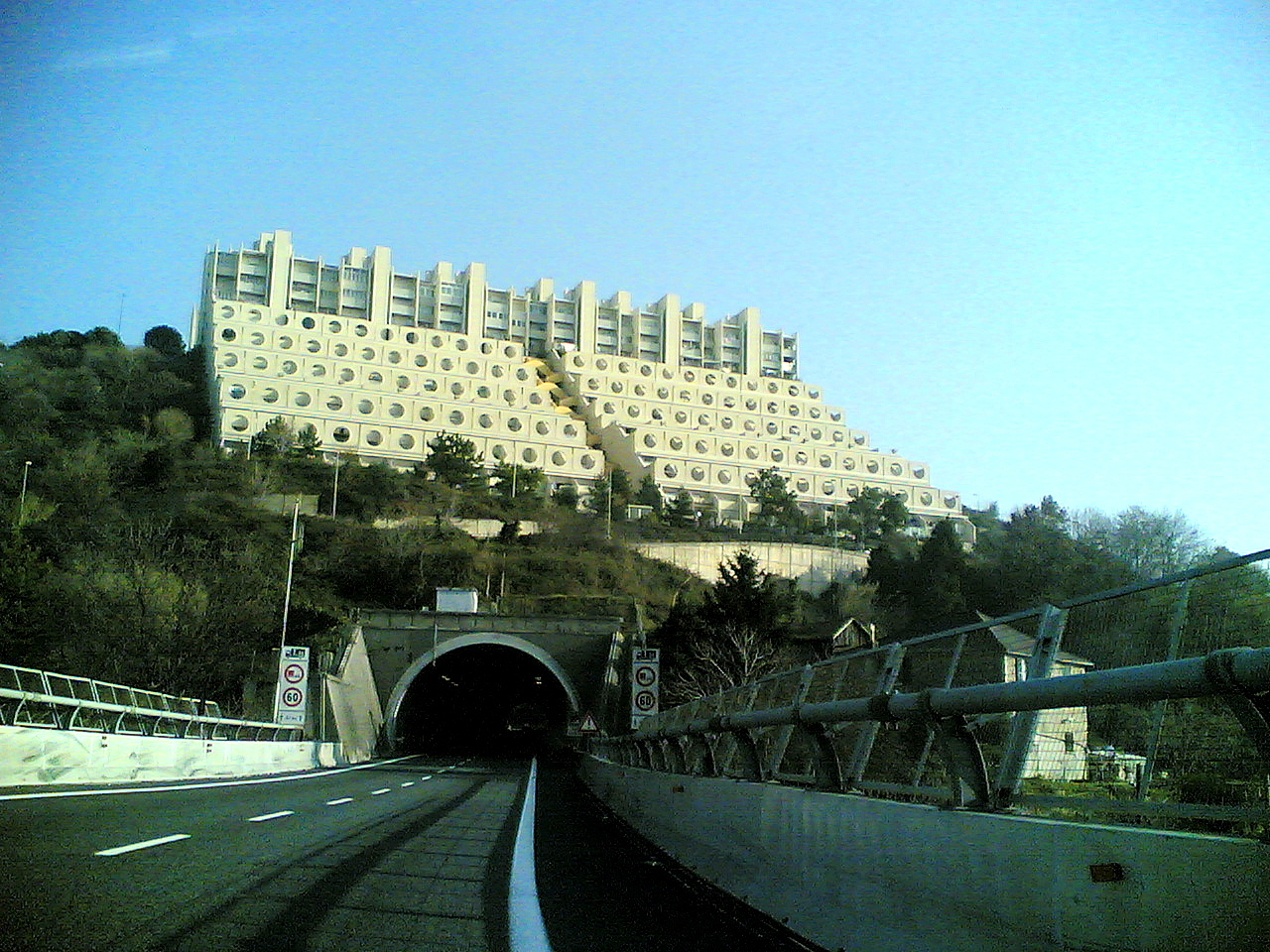
حي لافاتريتشي
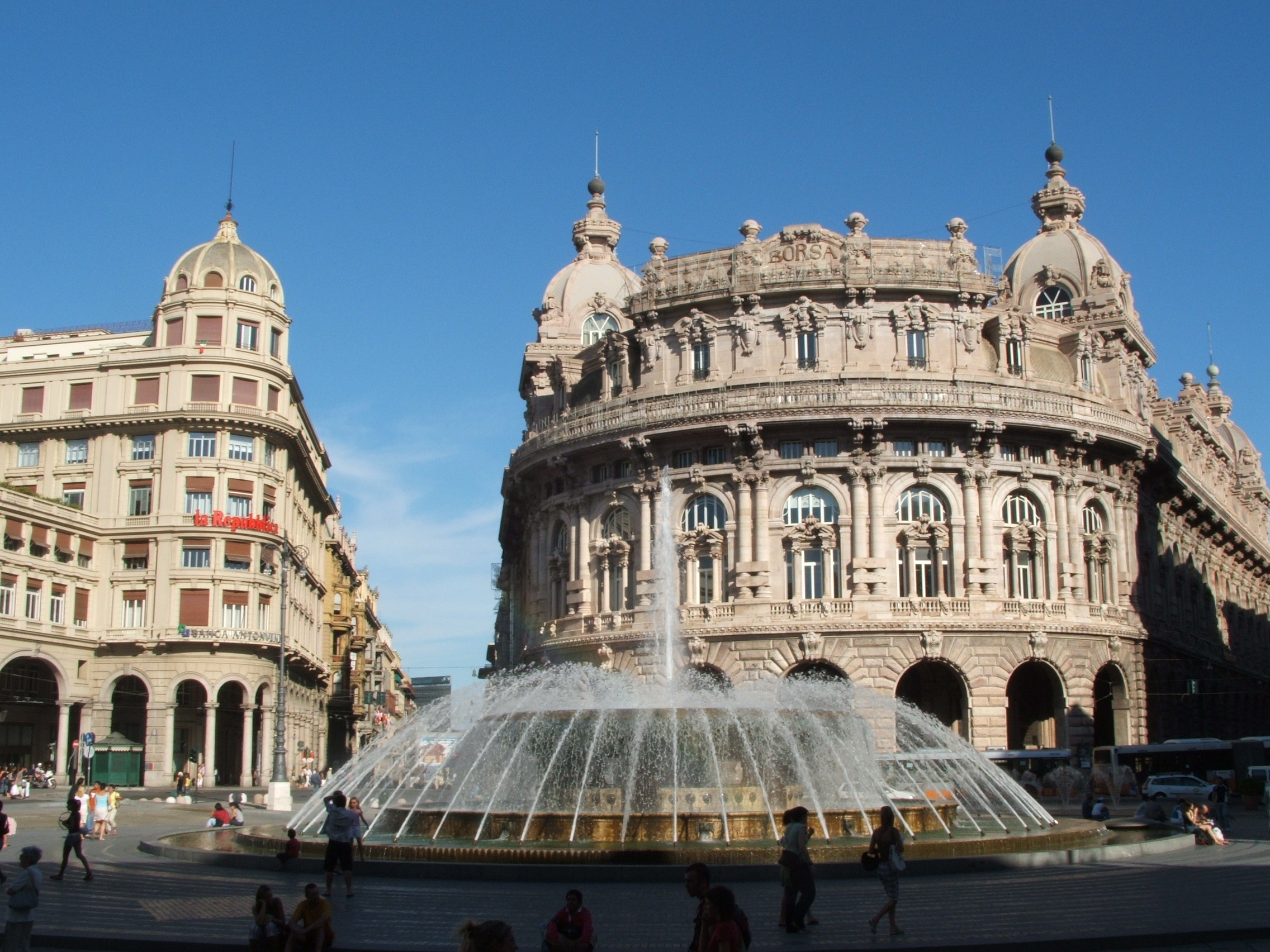
جنوة
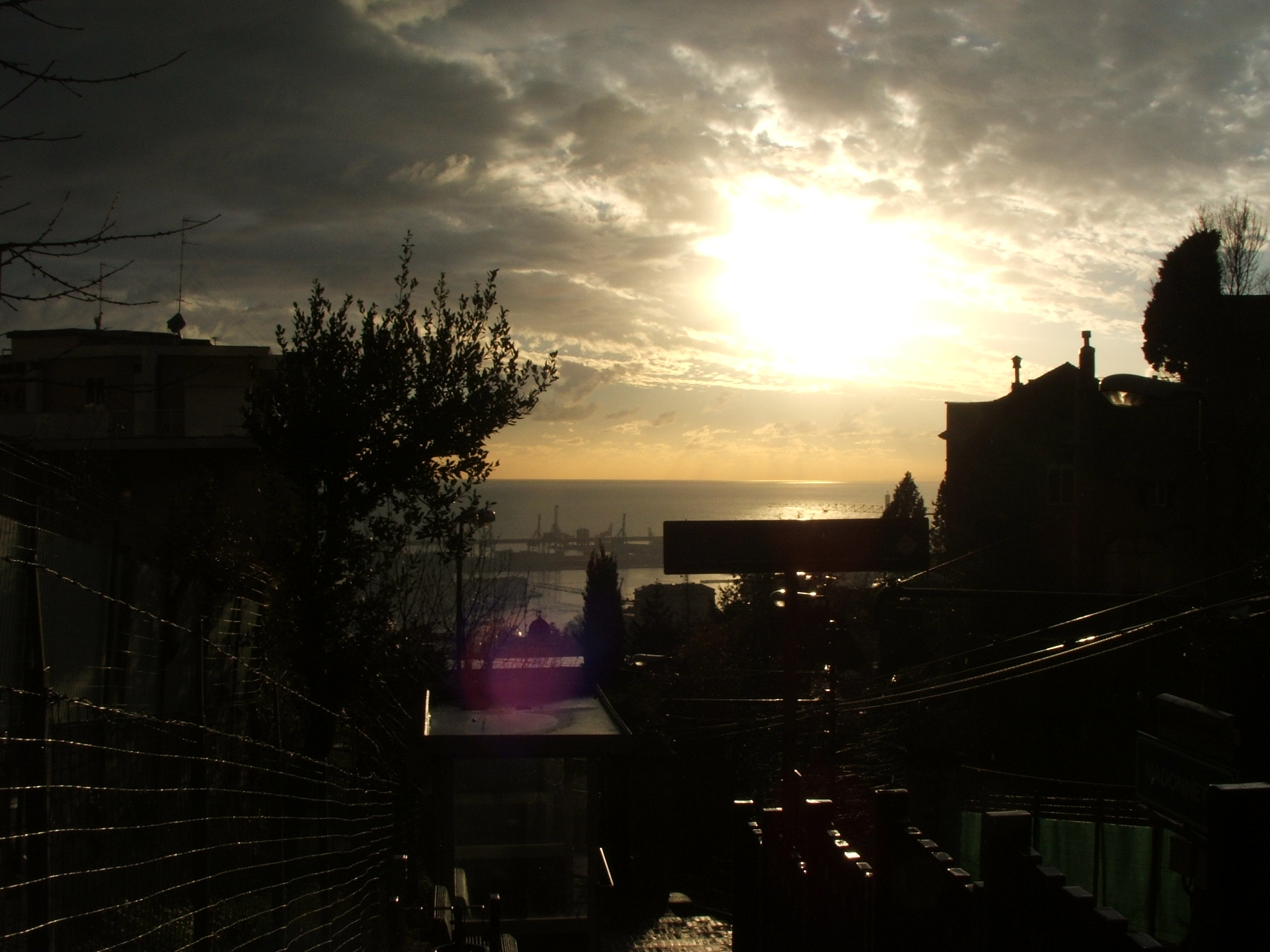
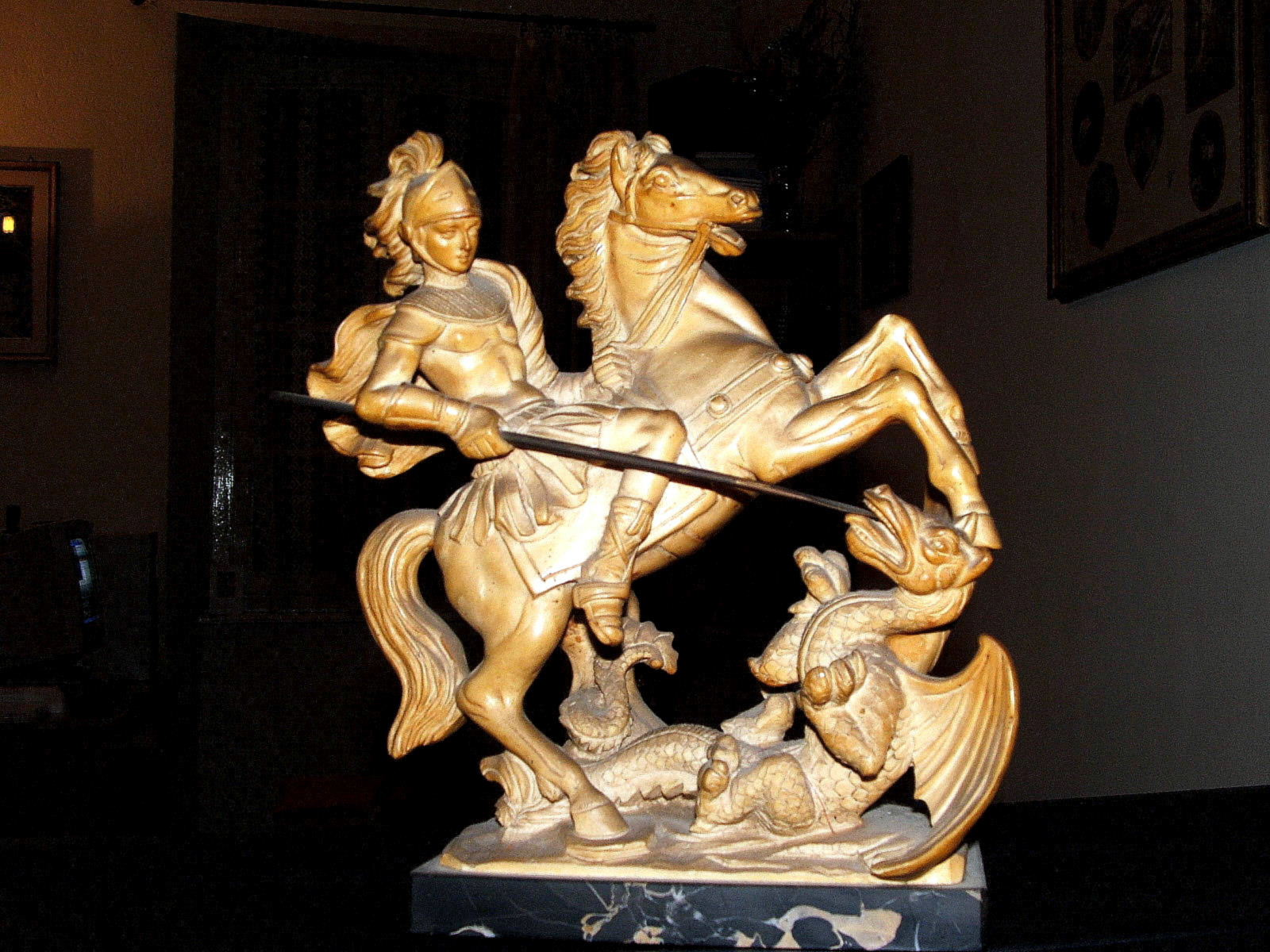
سان جورجو يطعن التنين
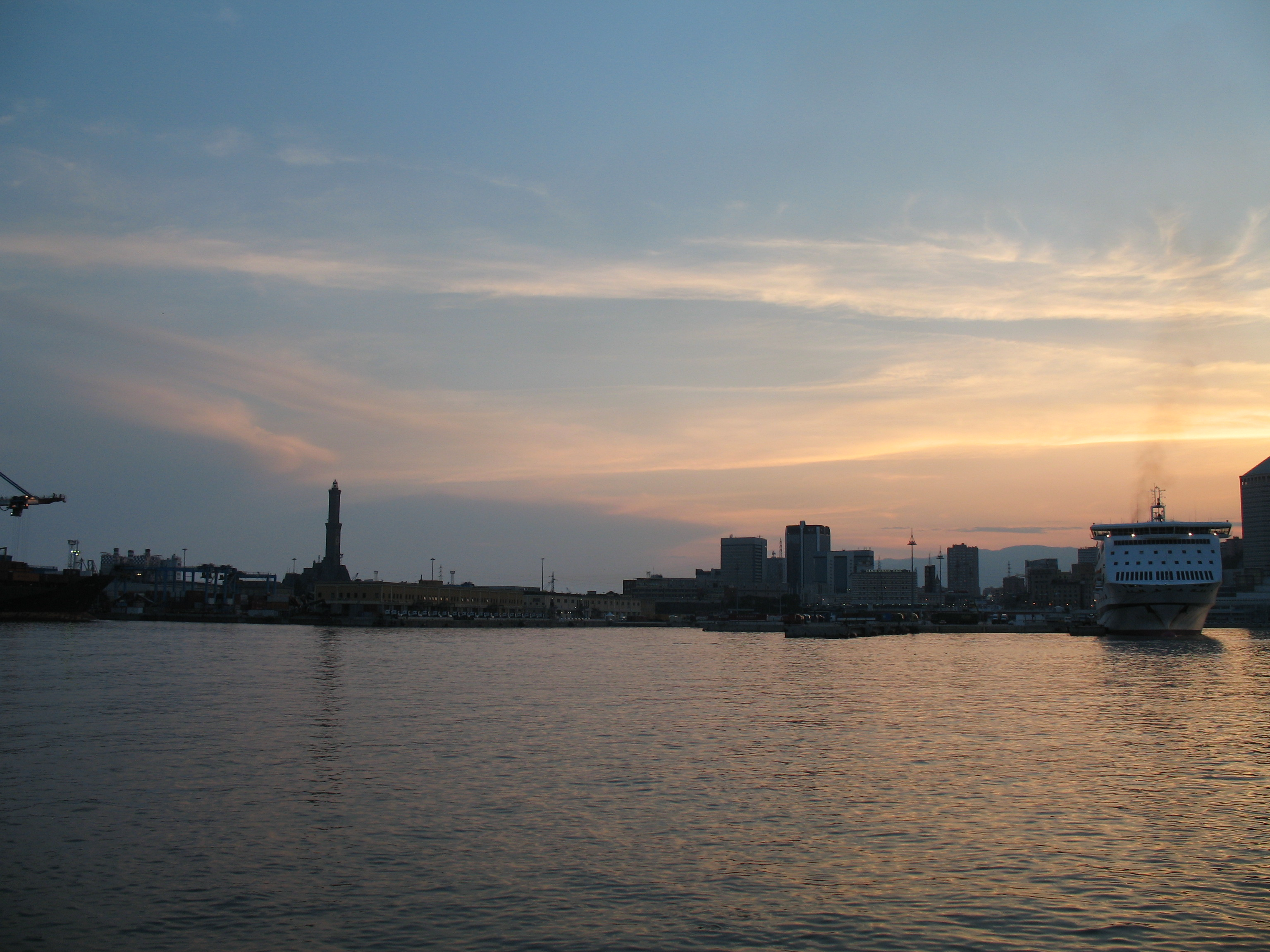
الميناء القديم
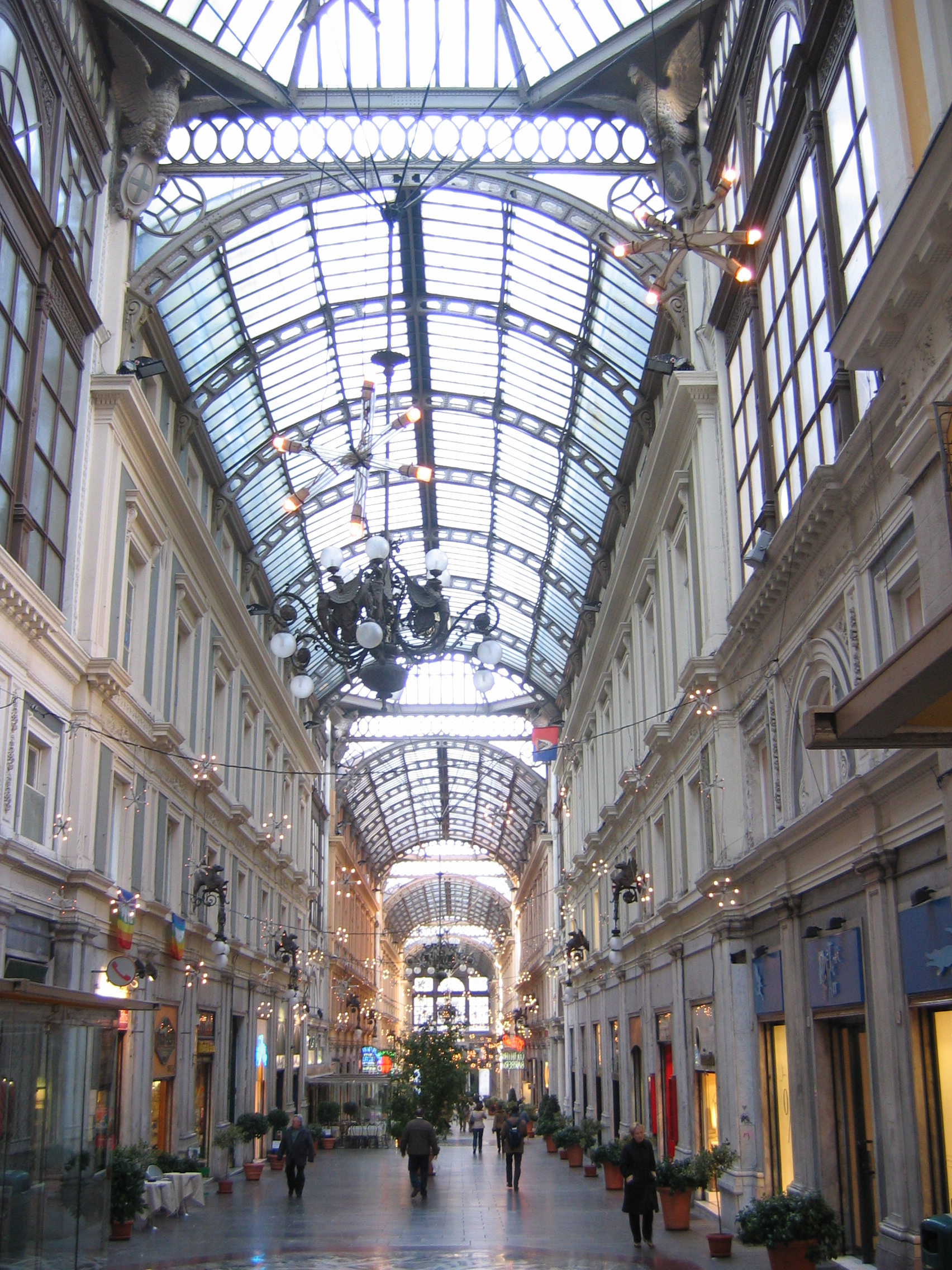
معرض مادزيني
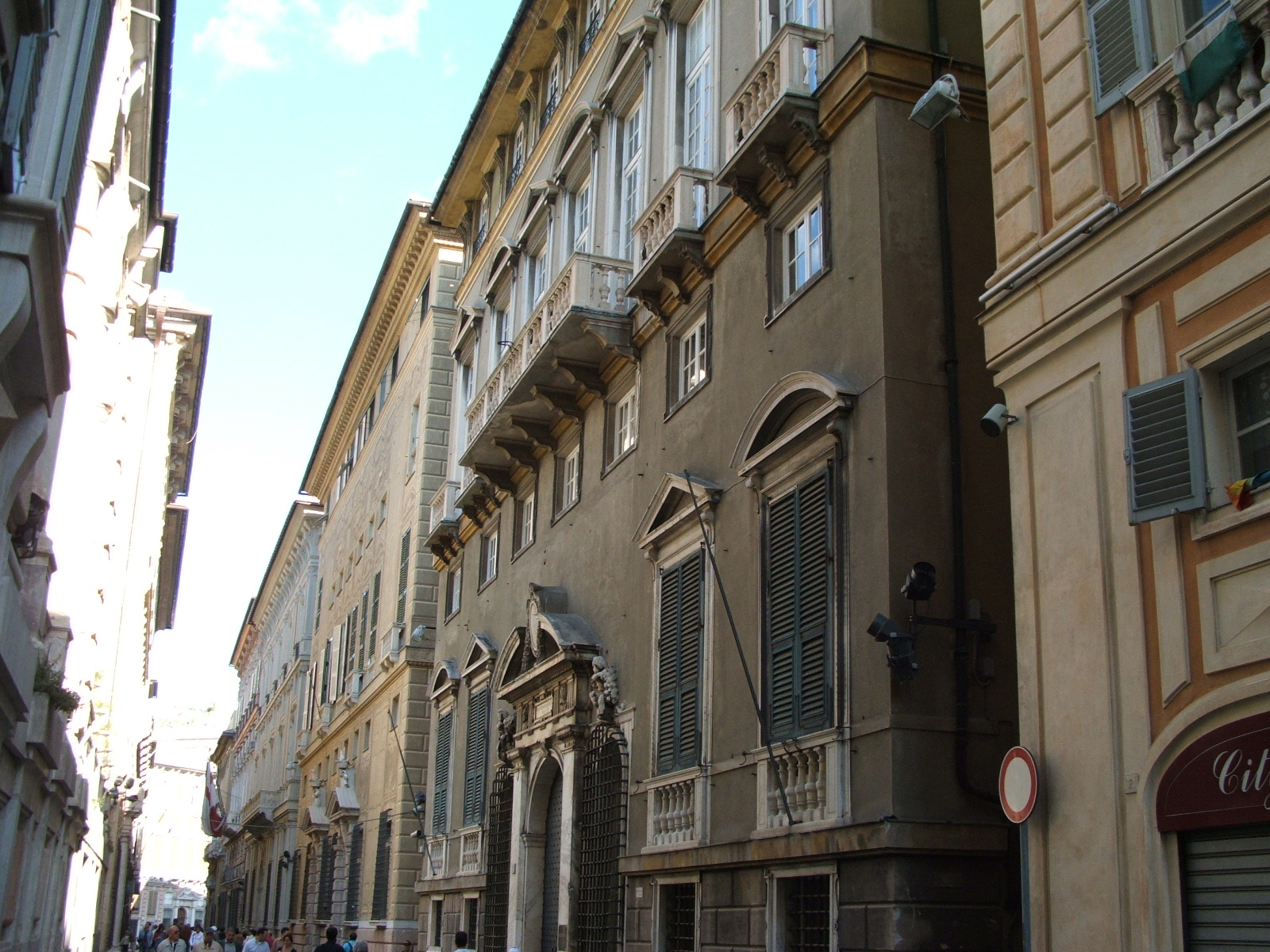
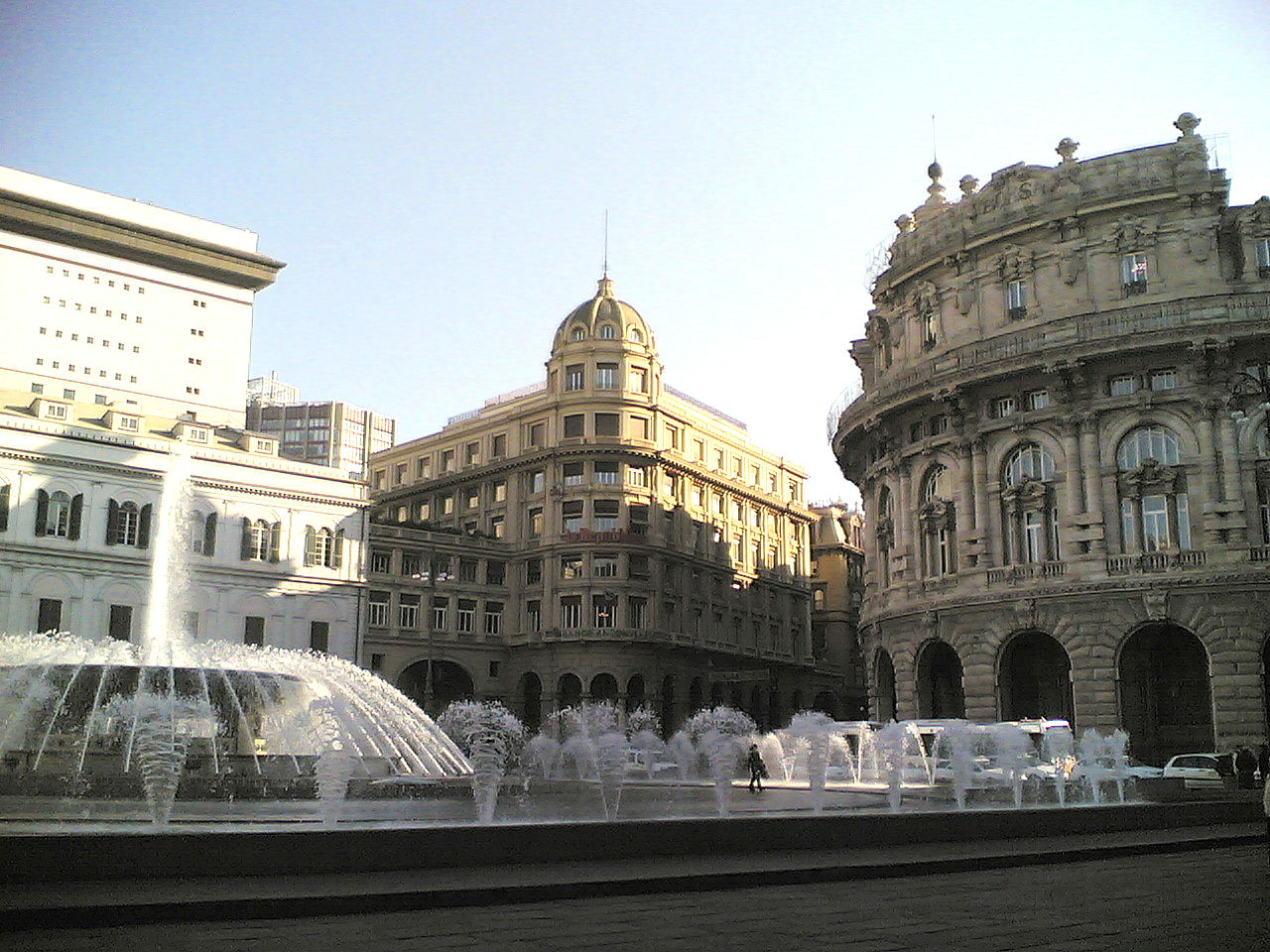
ساحة دي فيراري أنغولو
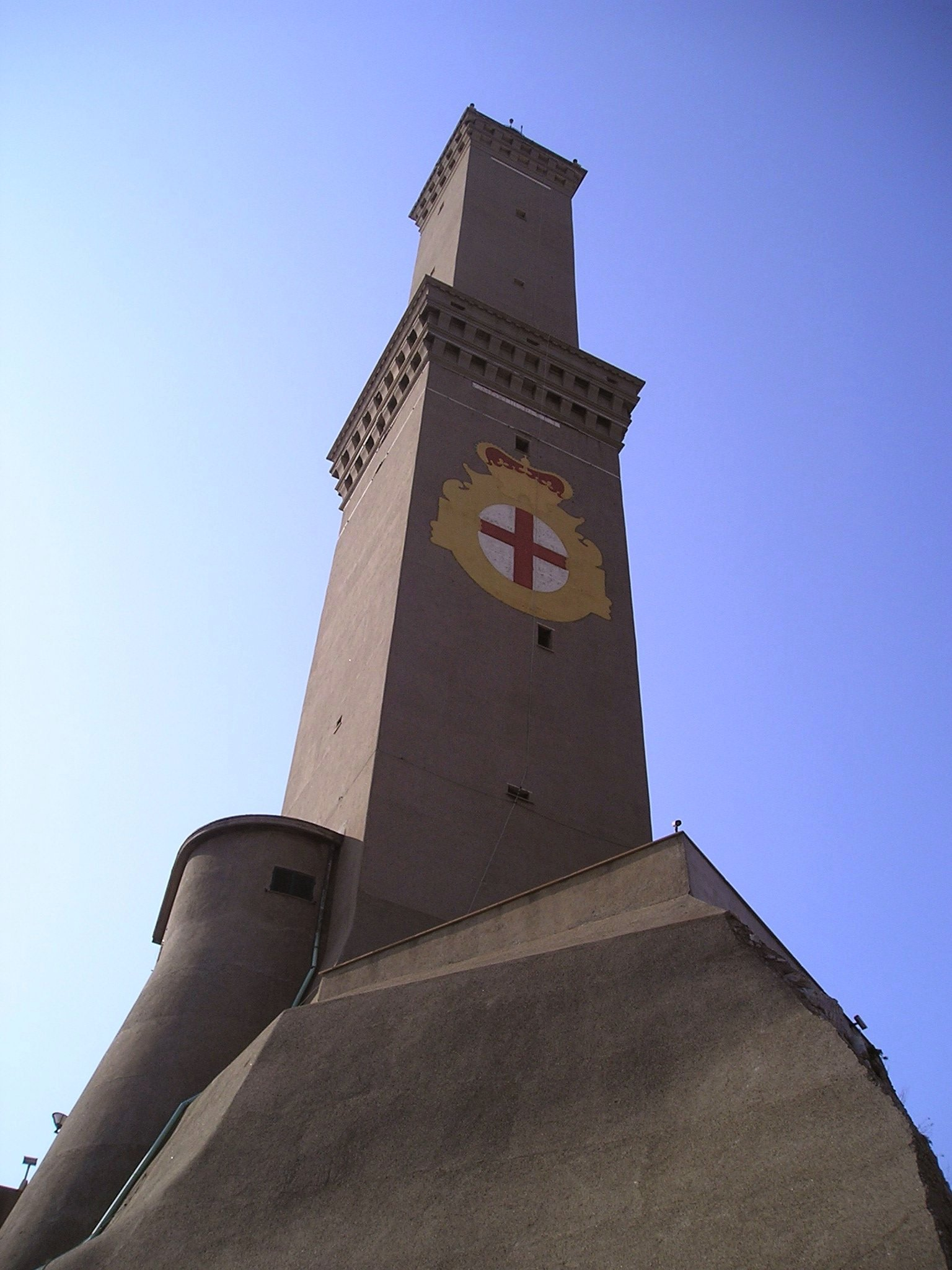
لانتيرنا
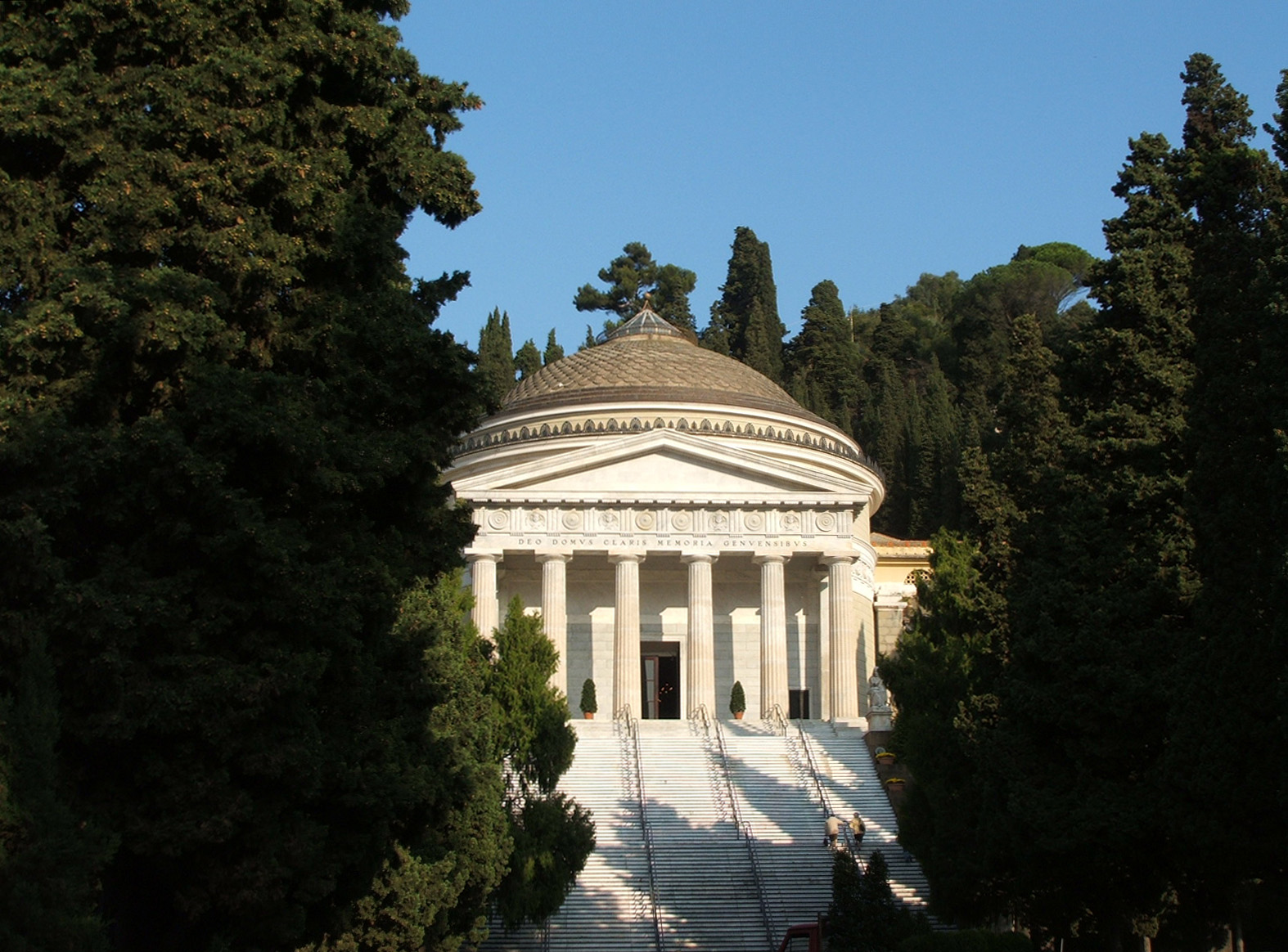
مقبرة ستاليينو
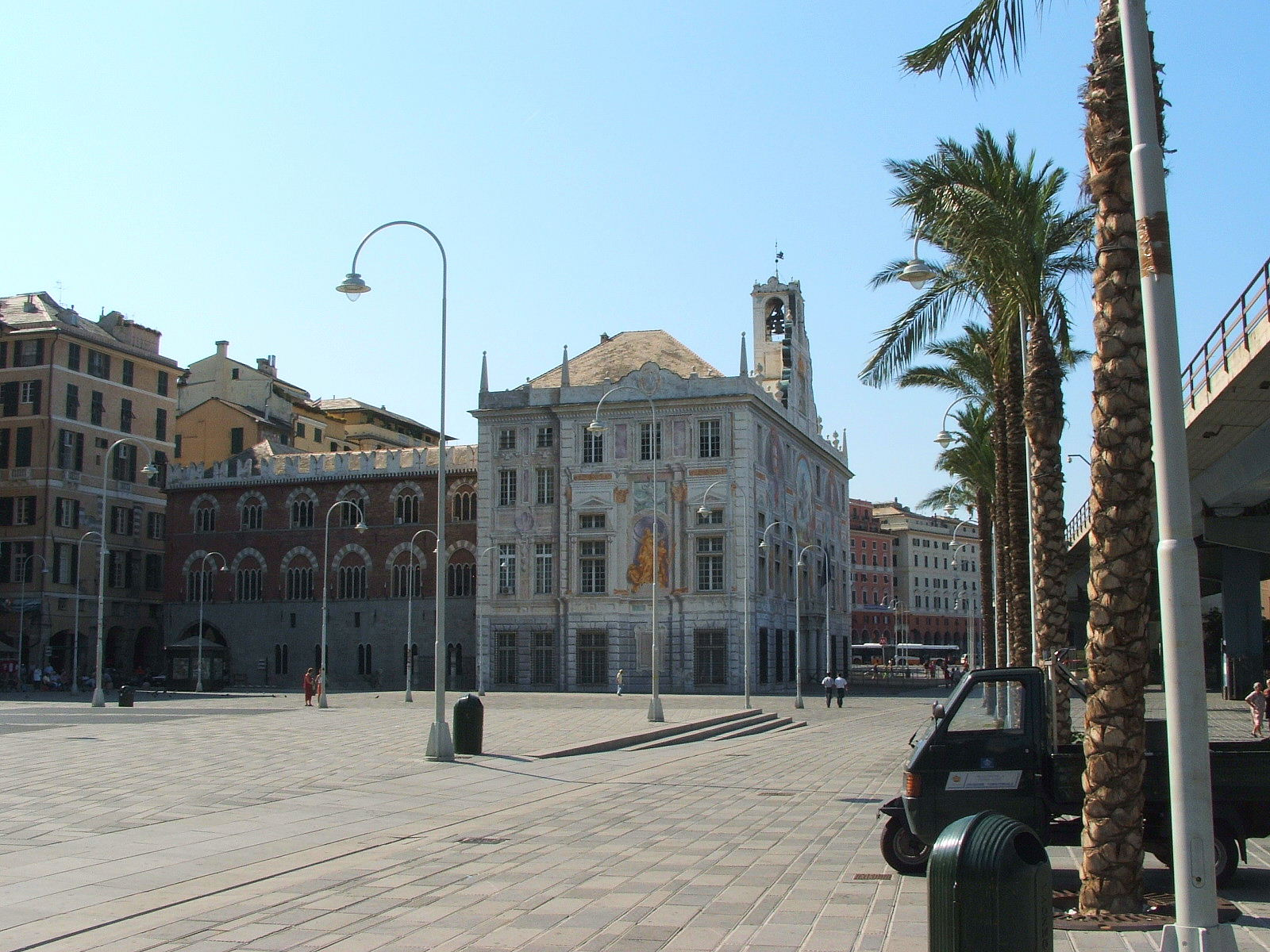
قصر سان جورجو
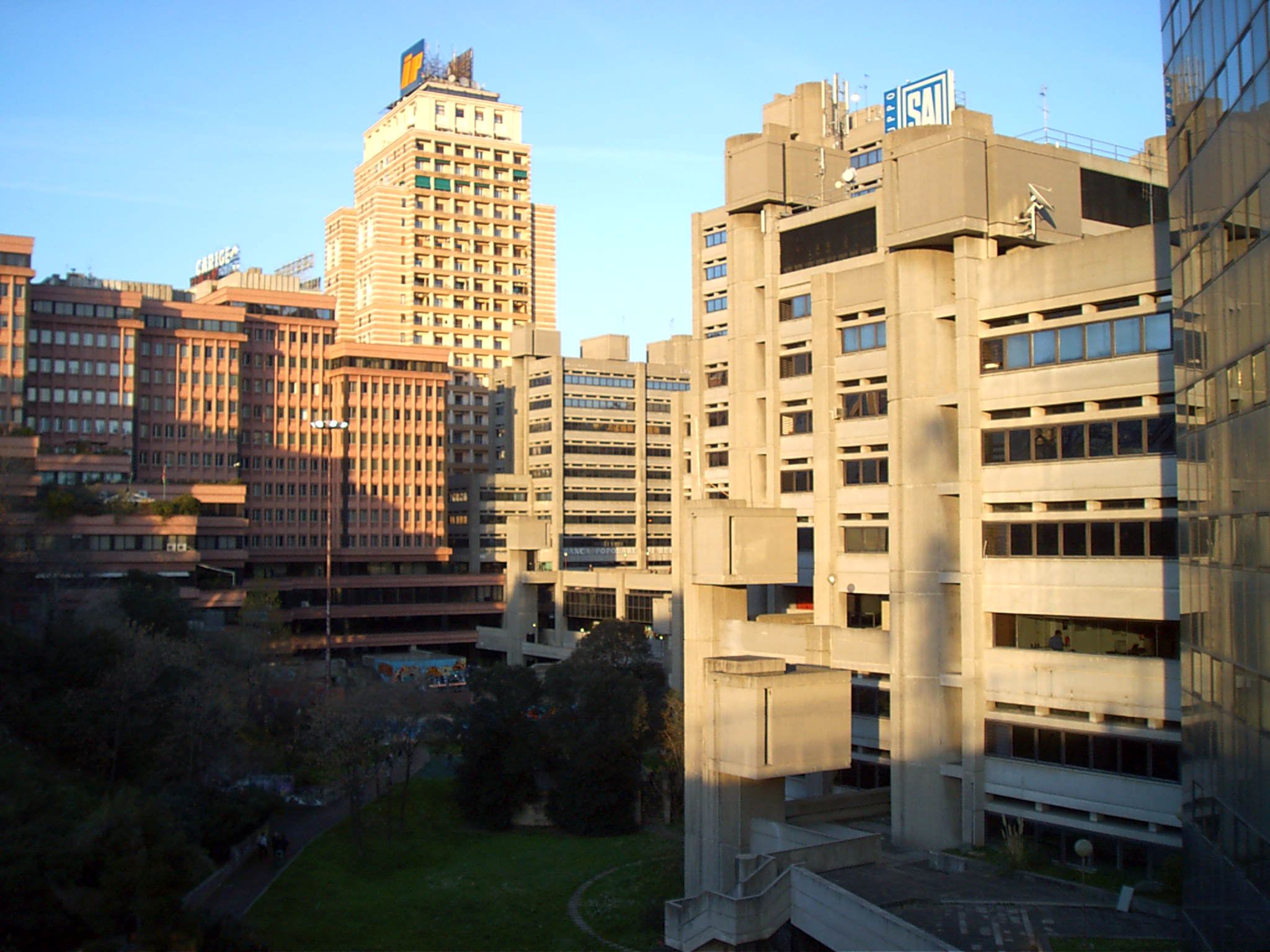
جنوة
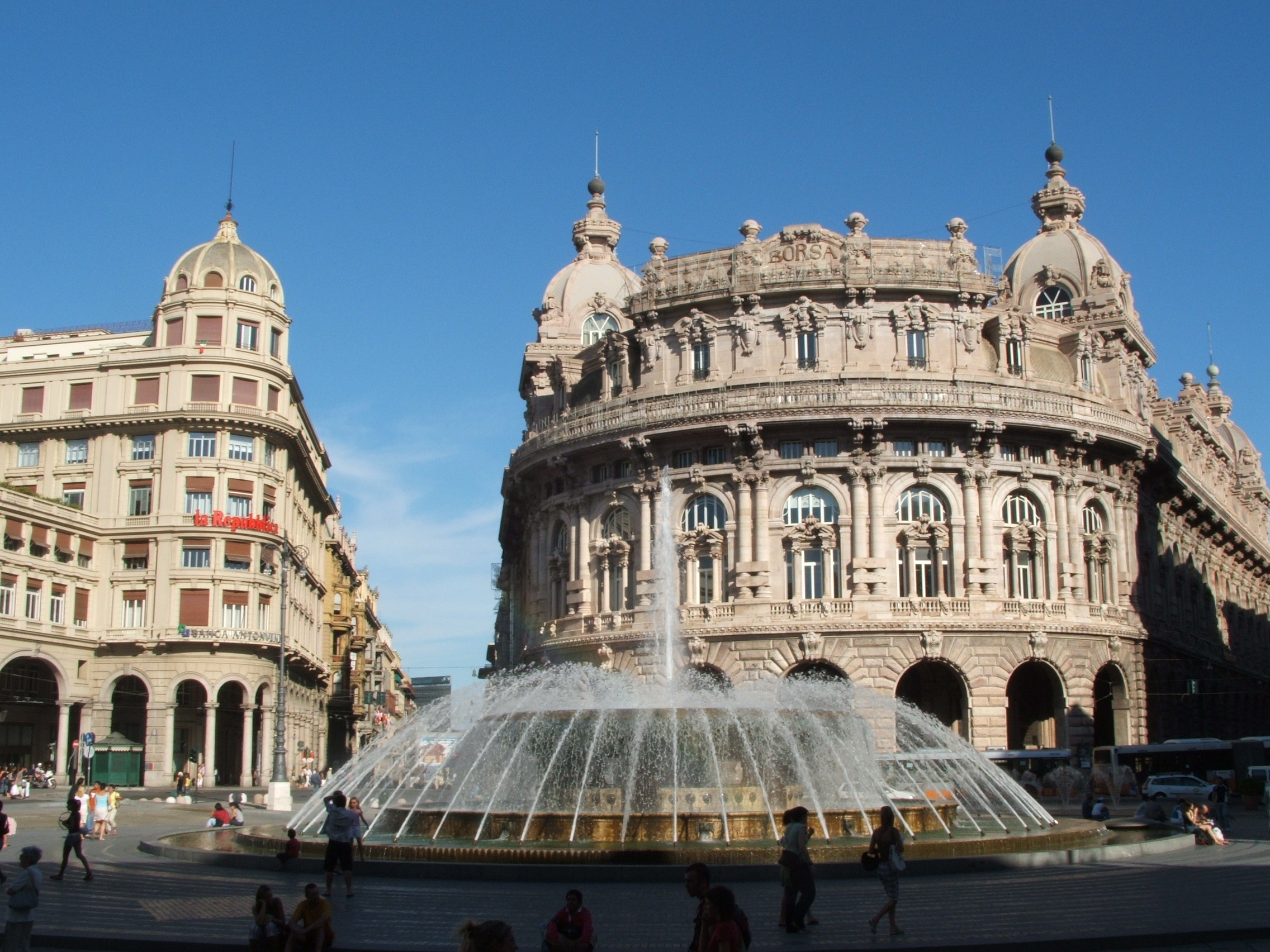
طريق علوي وناطحة سحاب
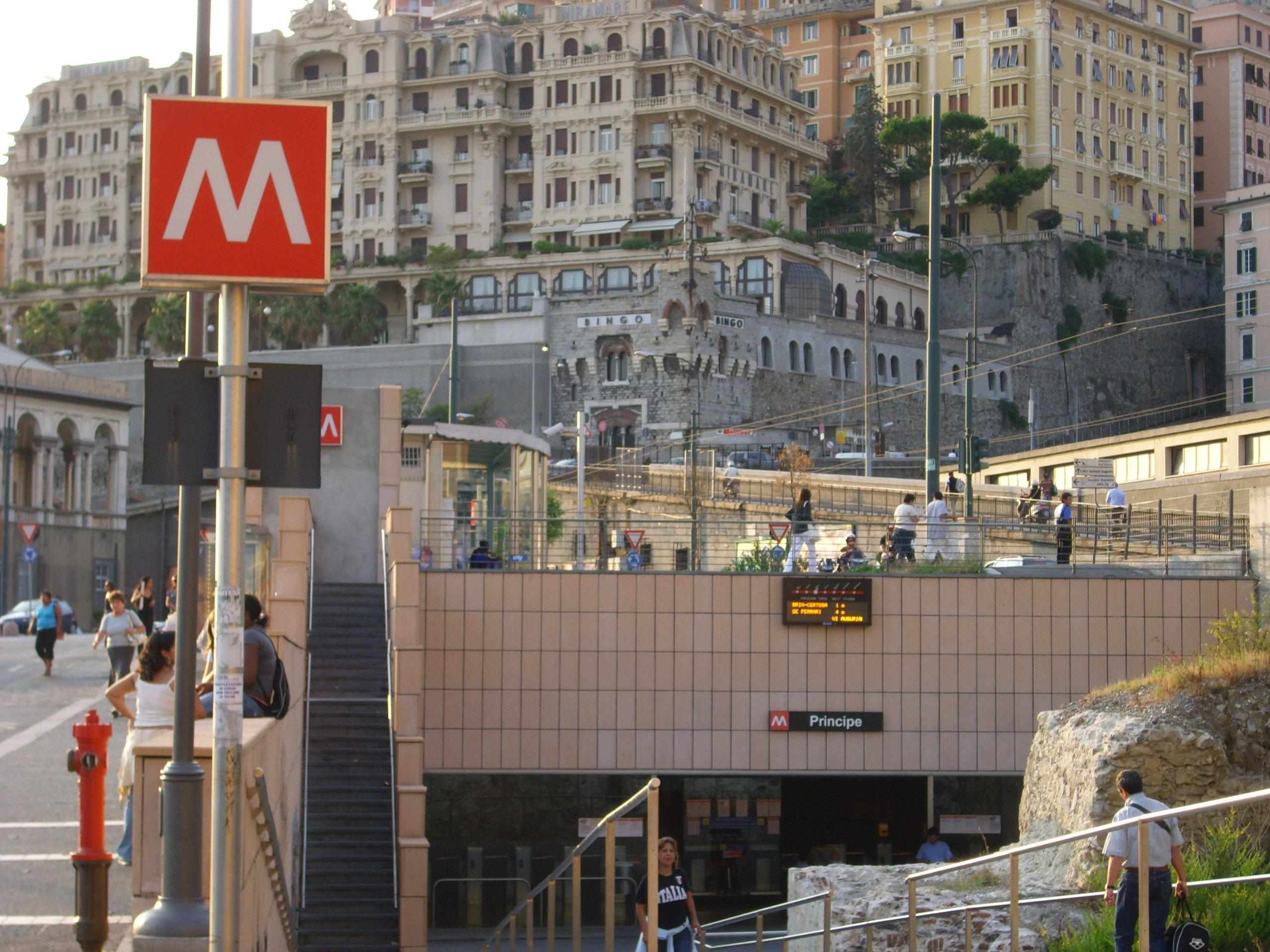
محطة الأنفاق
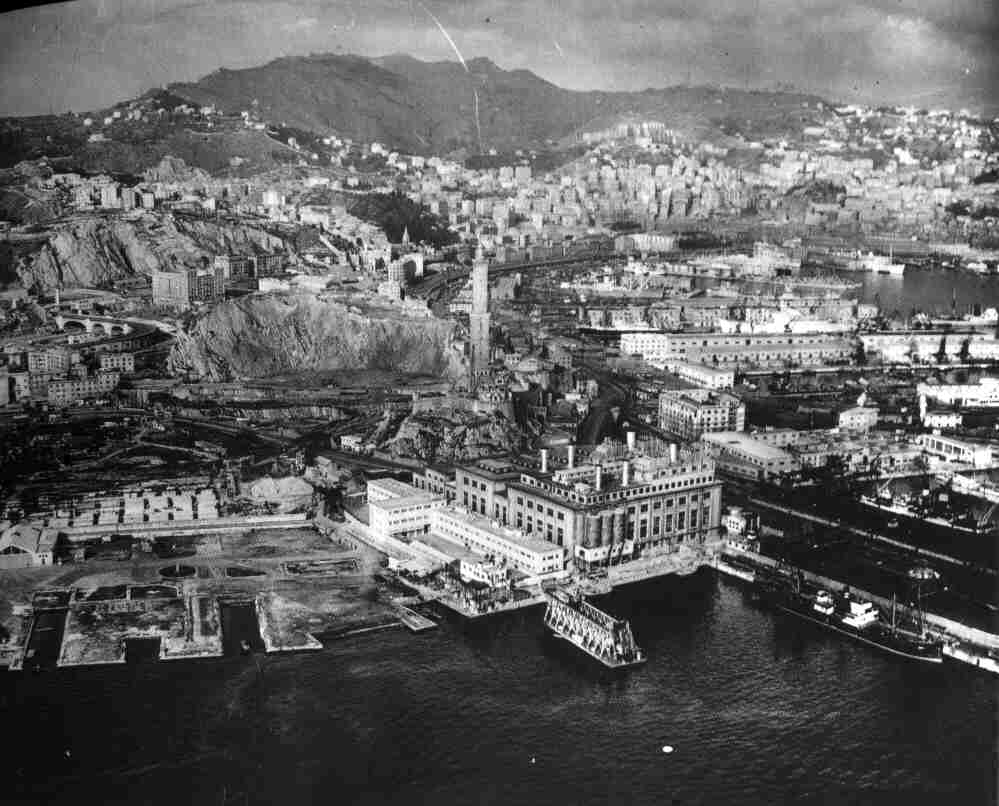
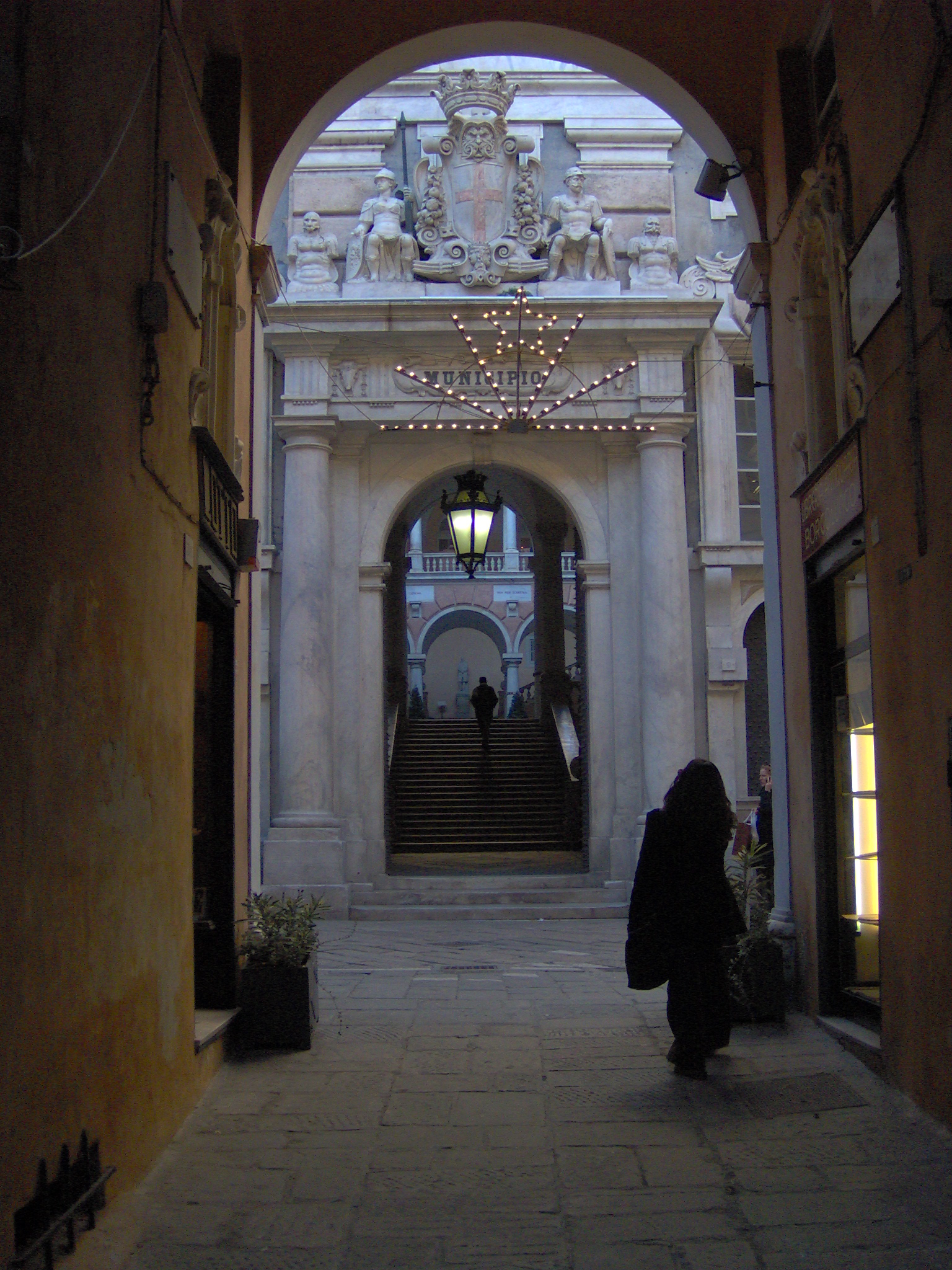
Palazzo Tursi, sede del Municipio
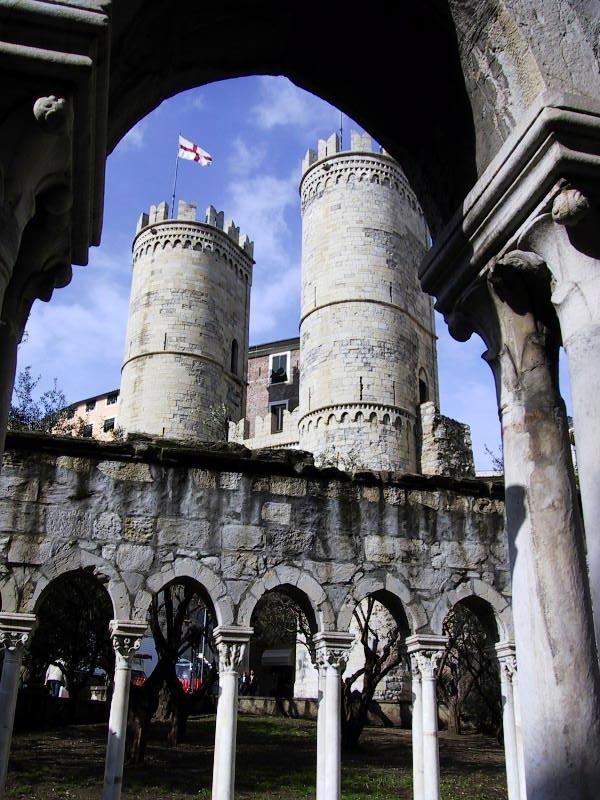
Porta Soprana
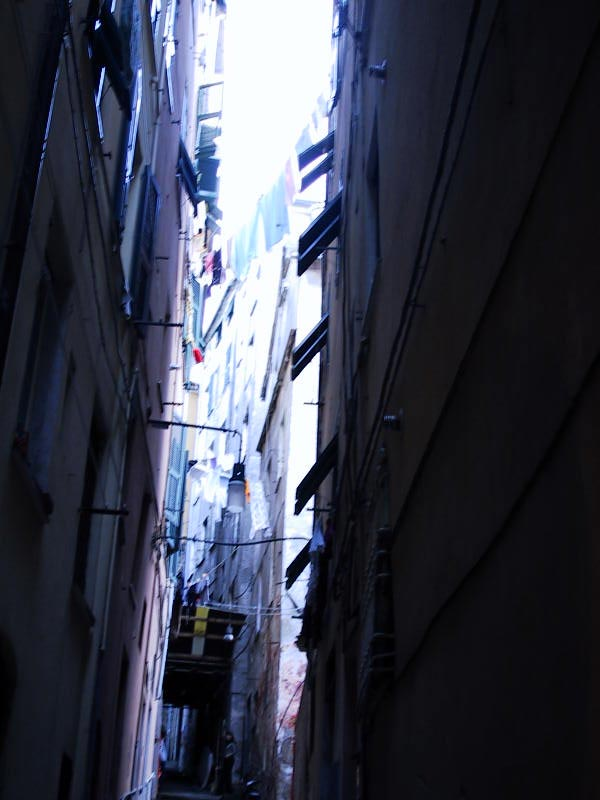
Narrow and tall alleyways are common in Genoa
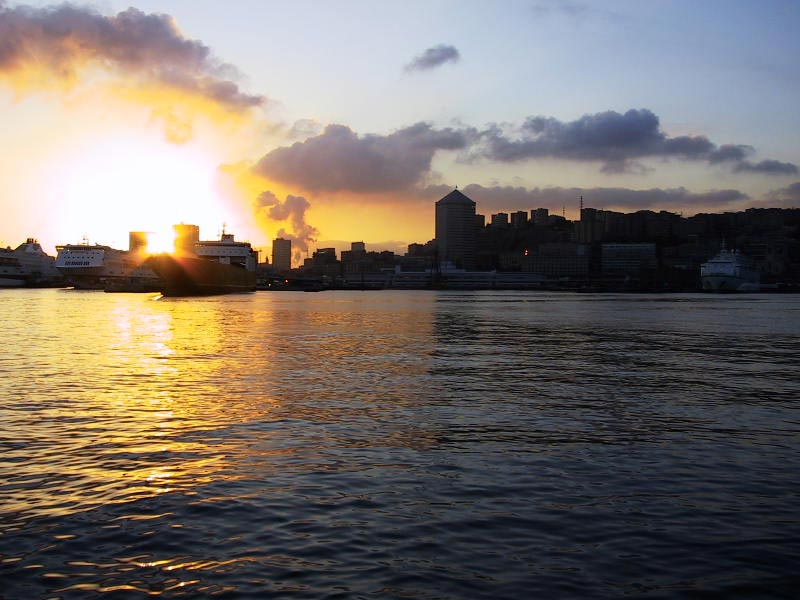
Sunset over harbor with large ships.
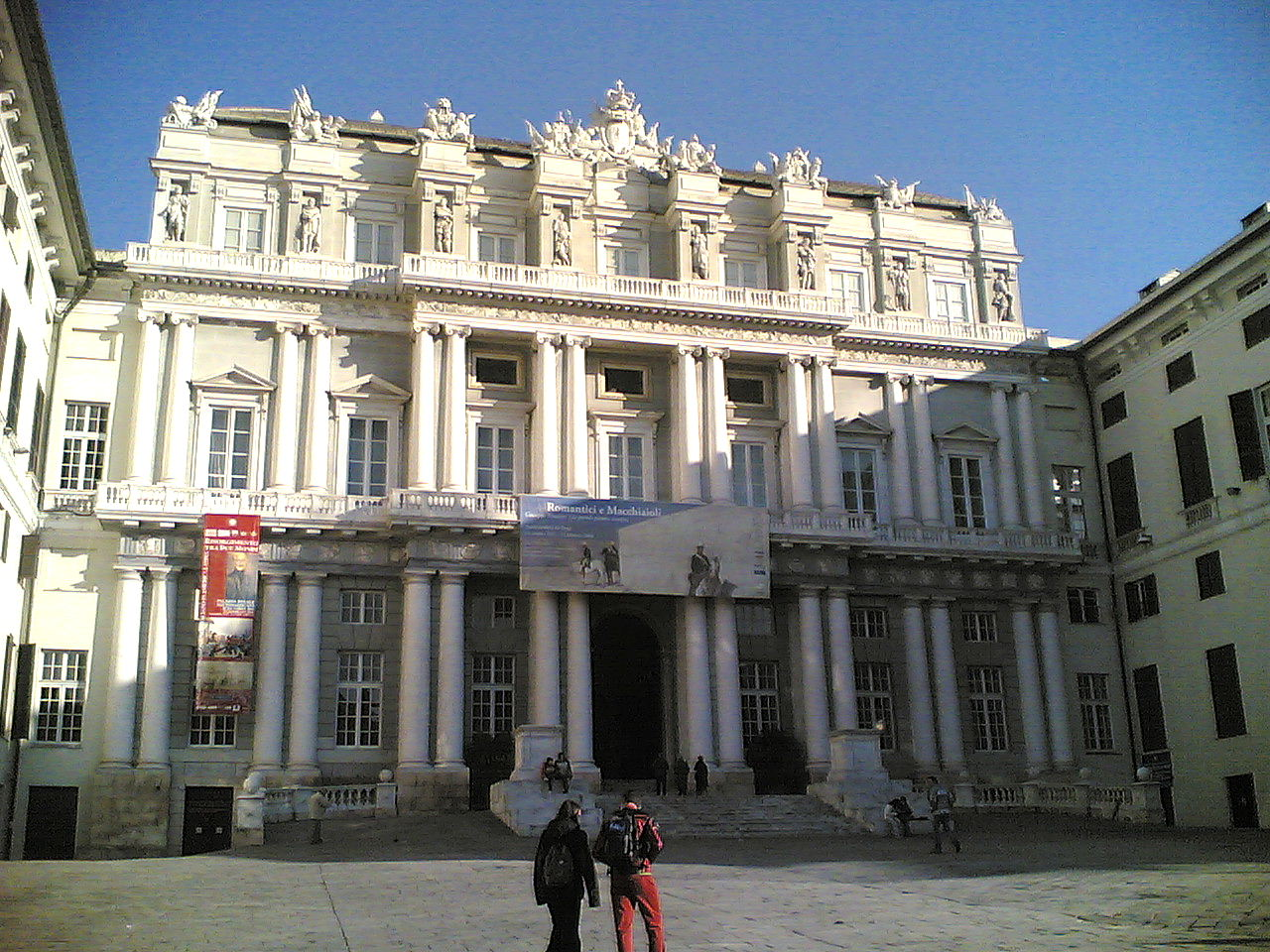
Ducal Palace
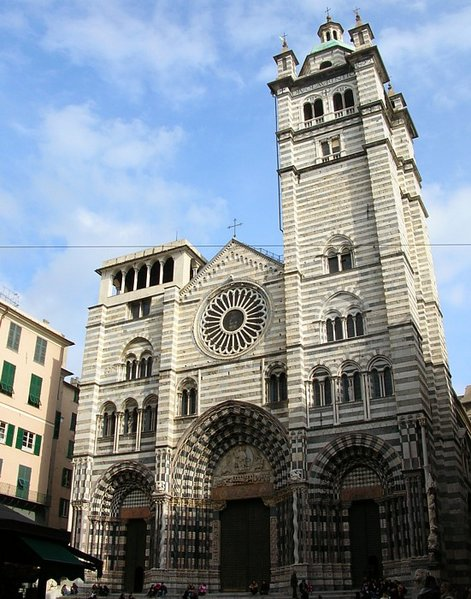
St. Lawrence Cathedral
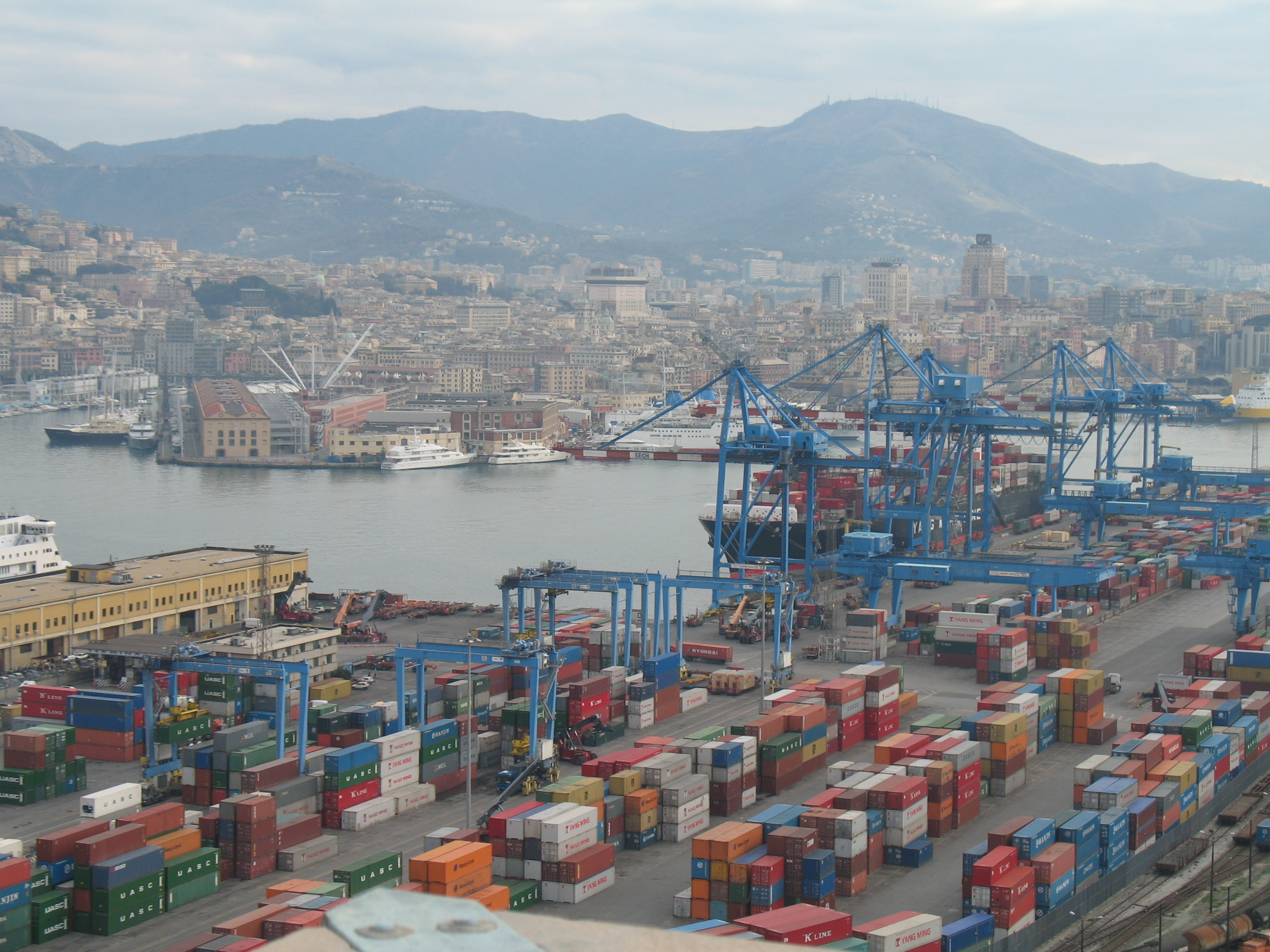
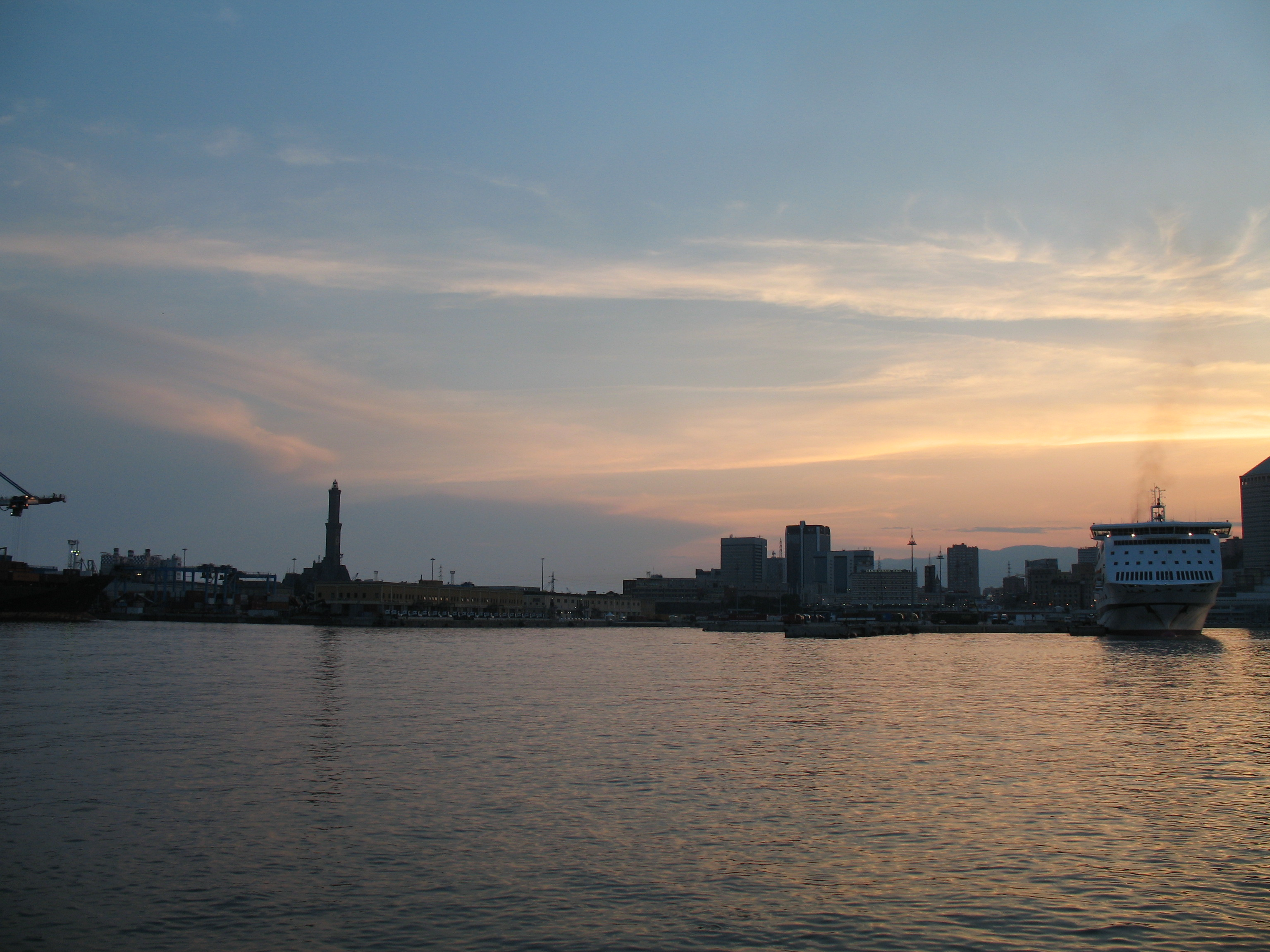
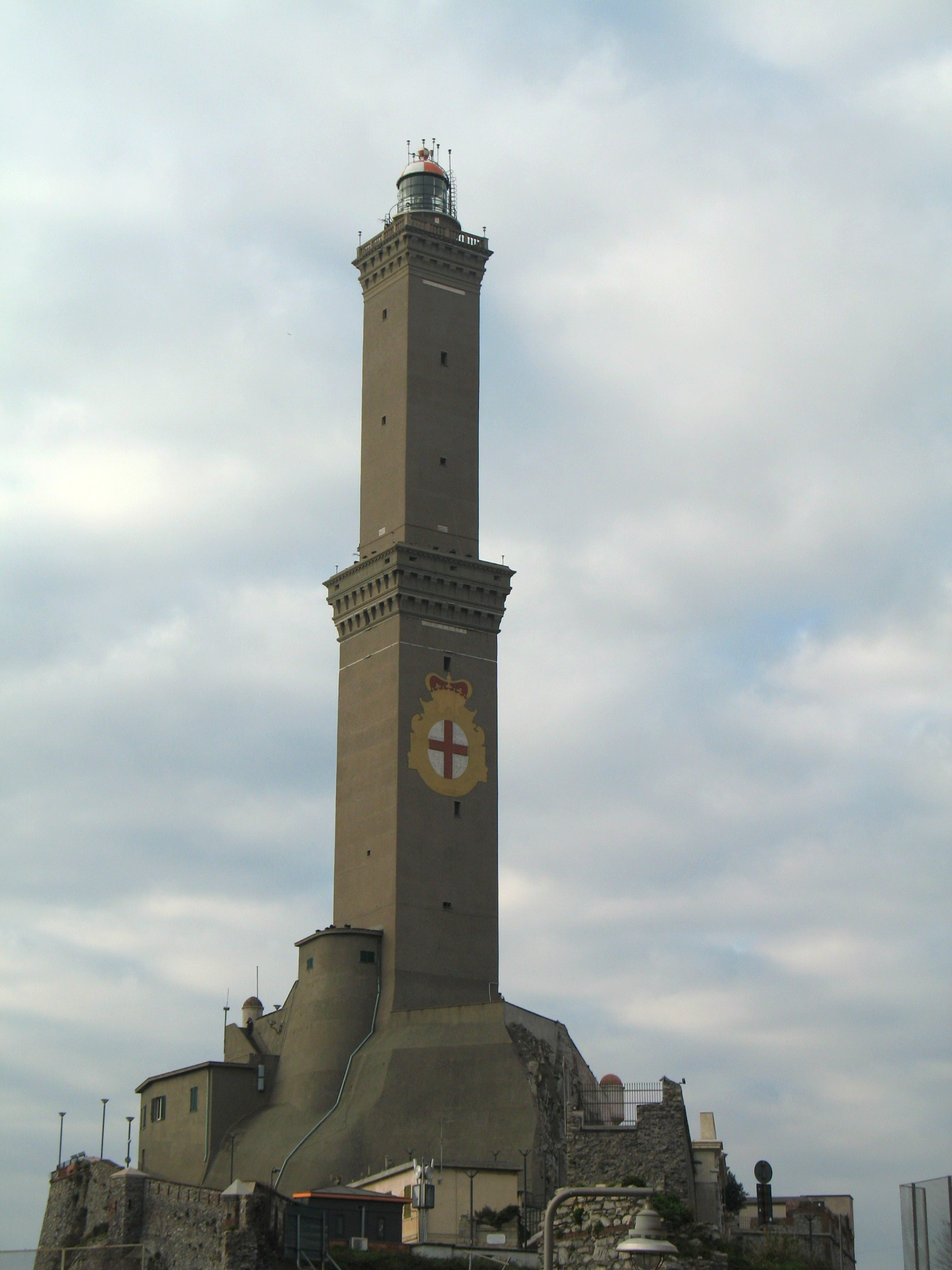
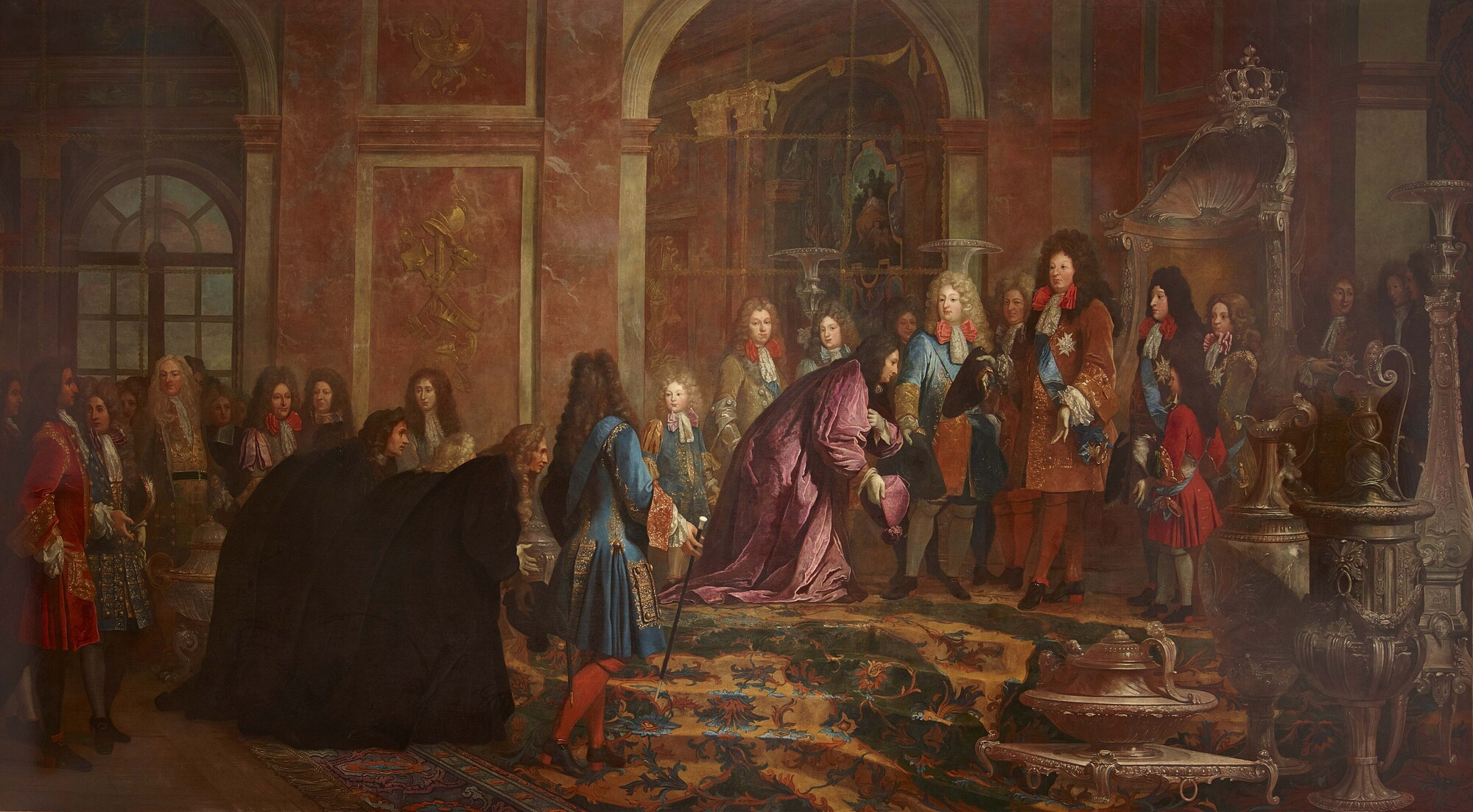
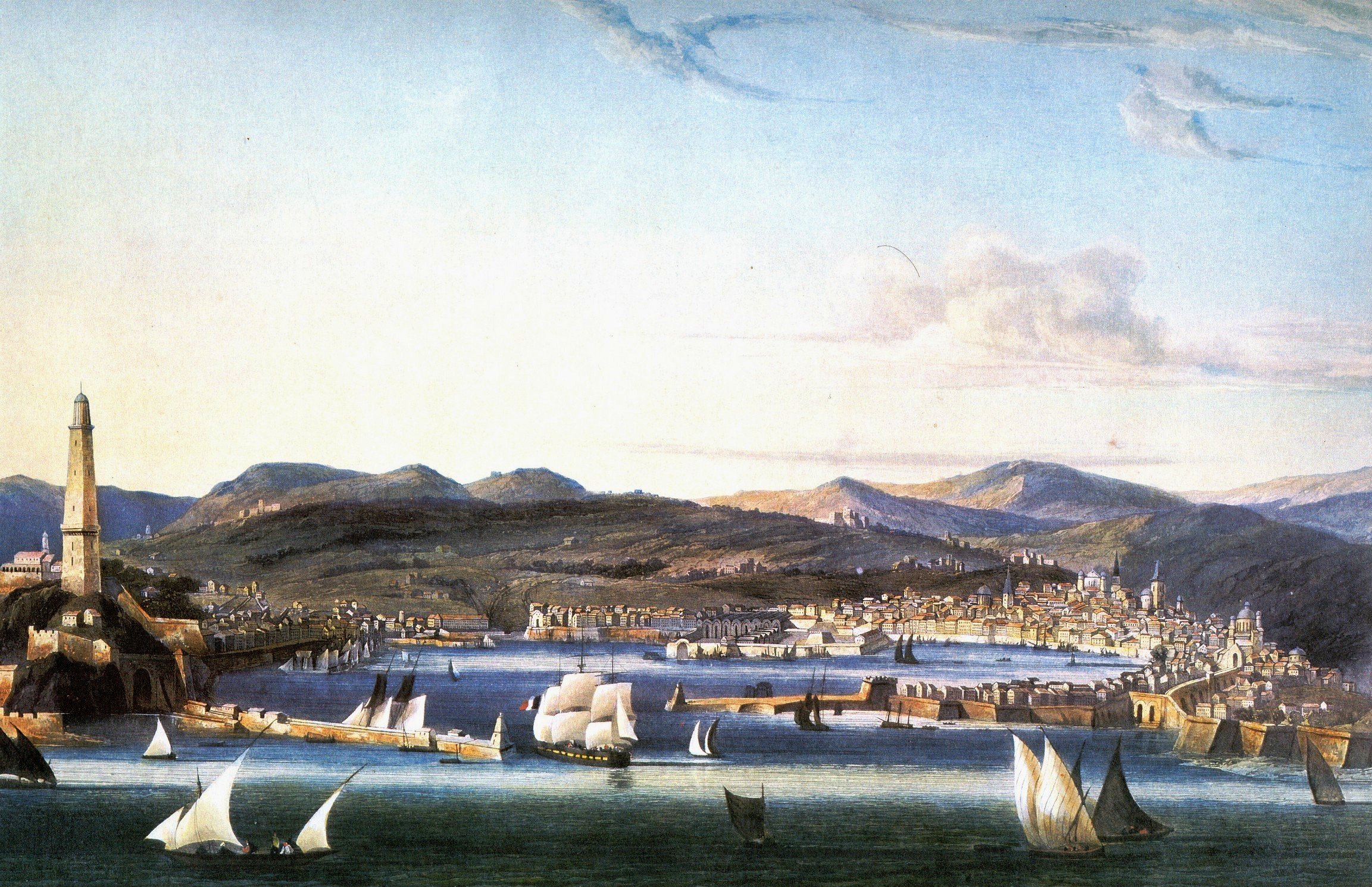